# Albrechtův vrch

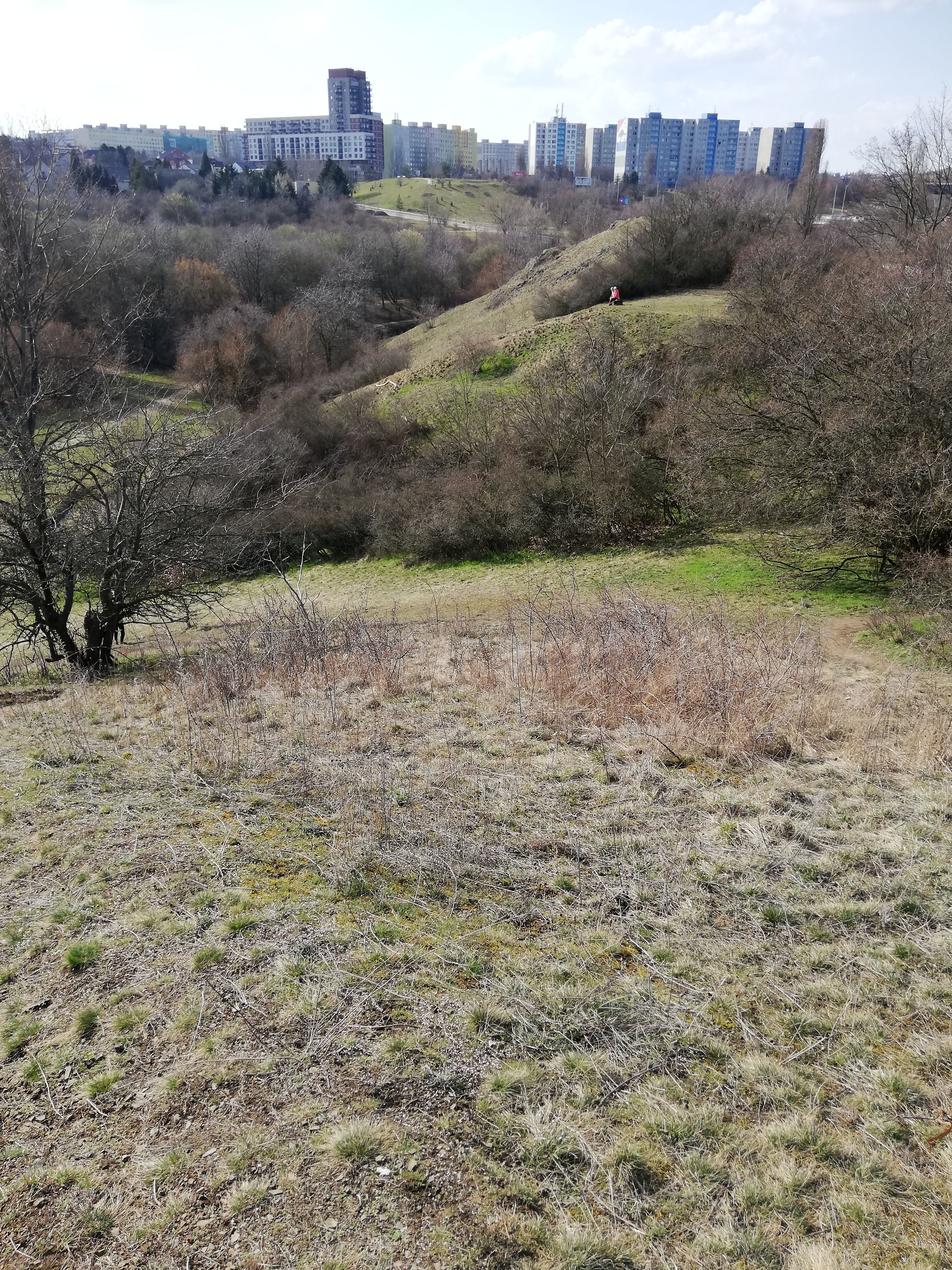
Pohled z prostřední vrcholové partie Albrechtova vrchu západním směrem

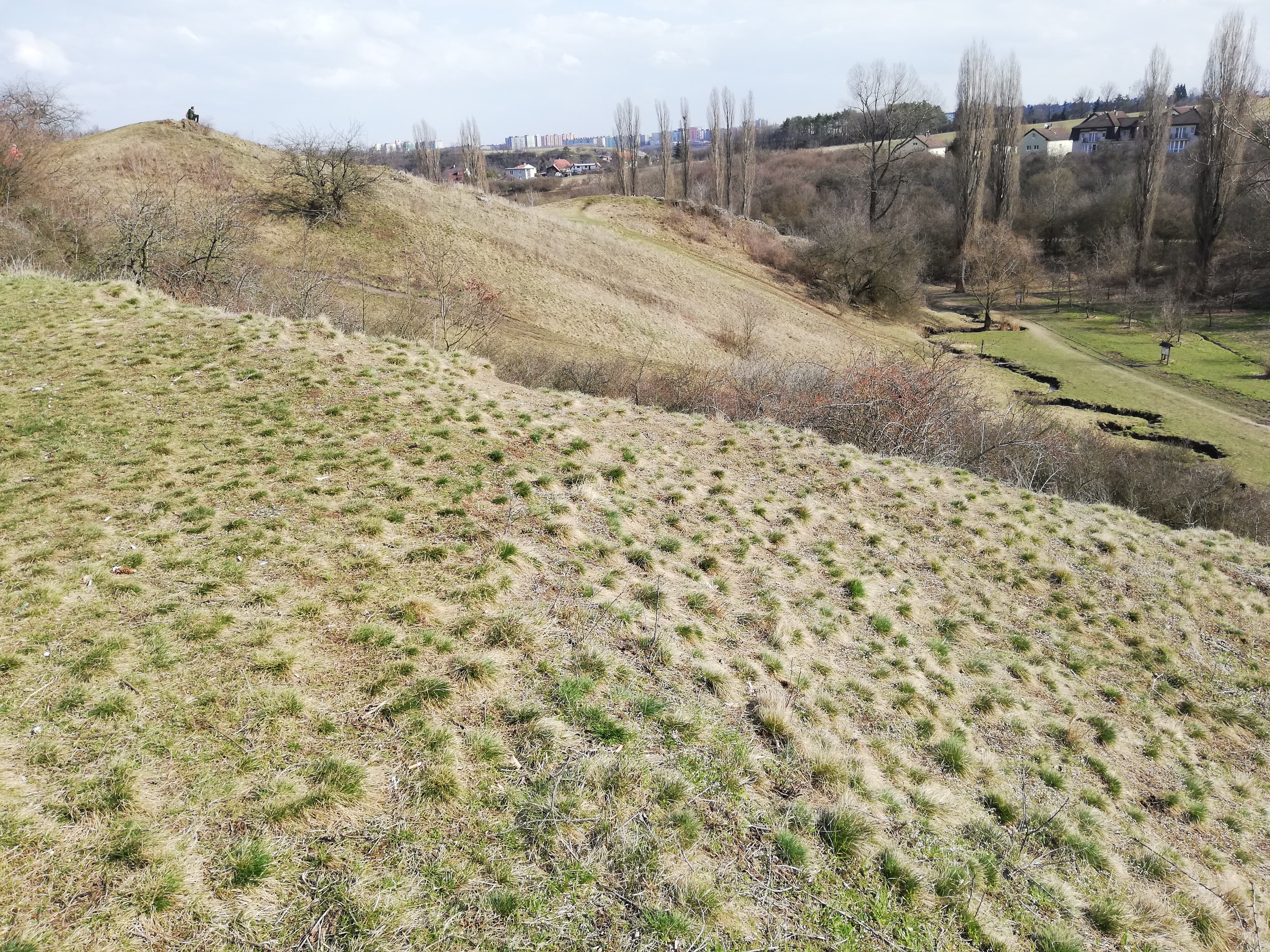
Pohled z prostřední vrcholové partie Albrechtova vrchu východním směrem

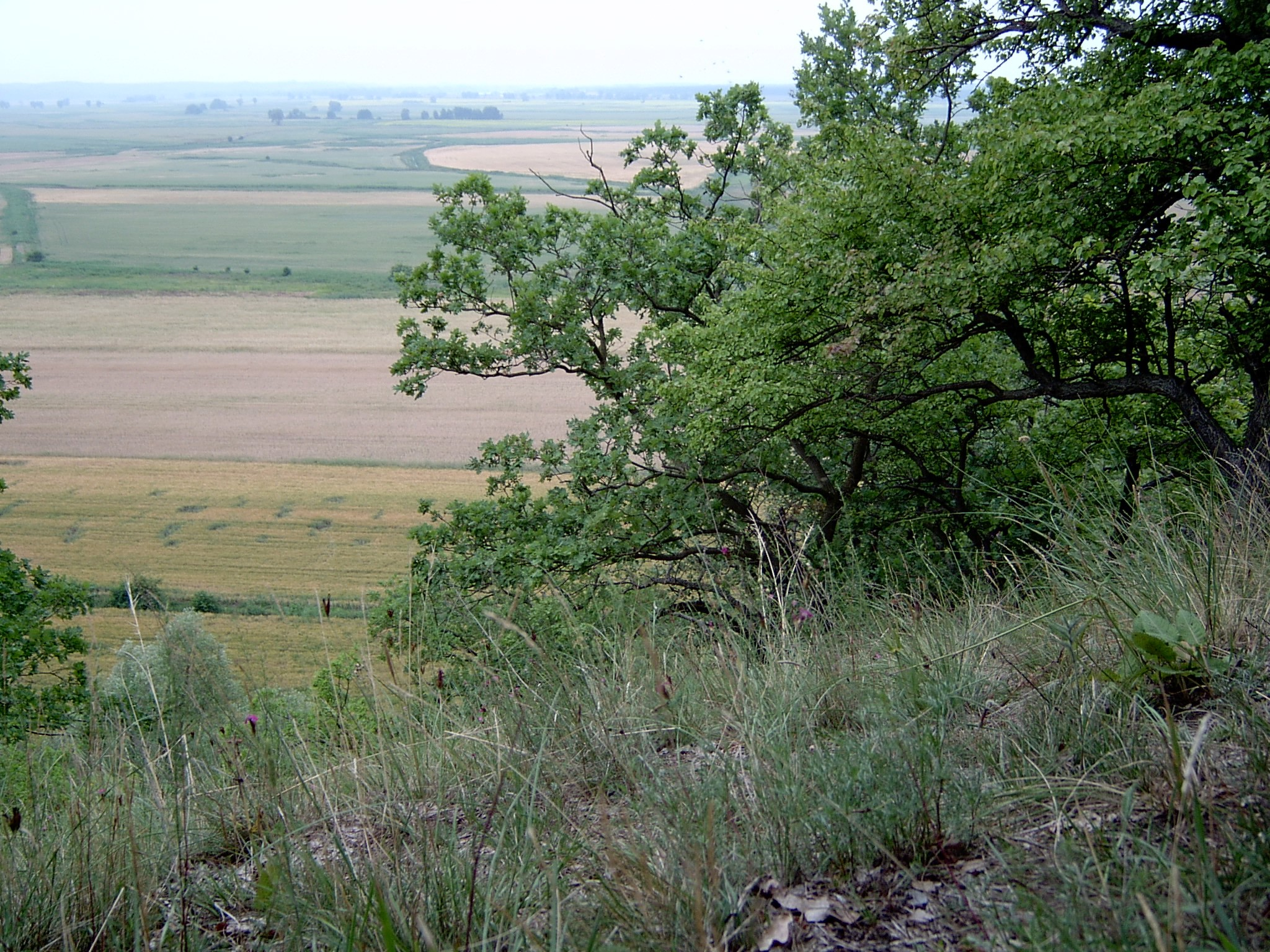
Svah se šípákovou doubravou (ilustrační foto)

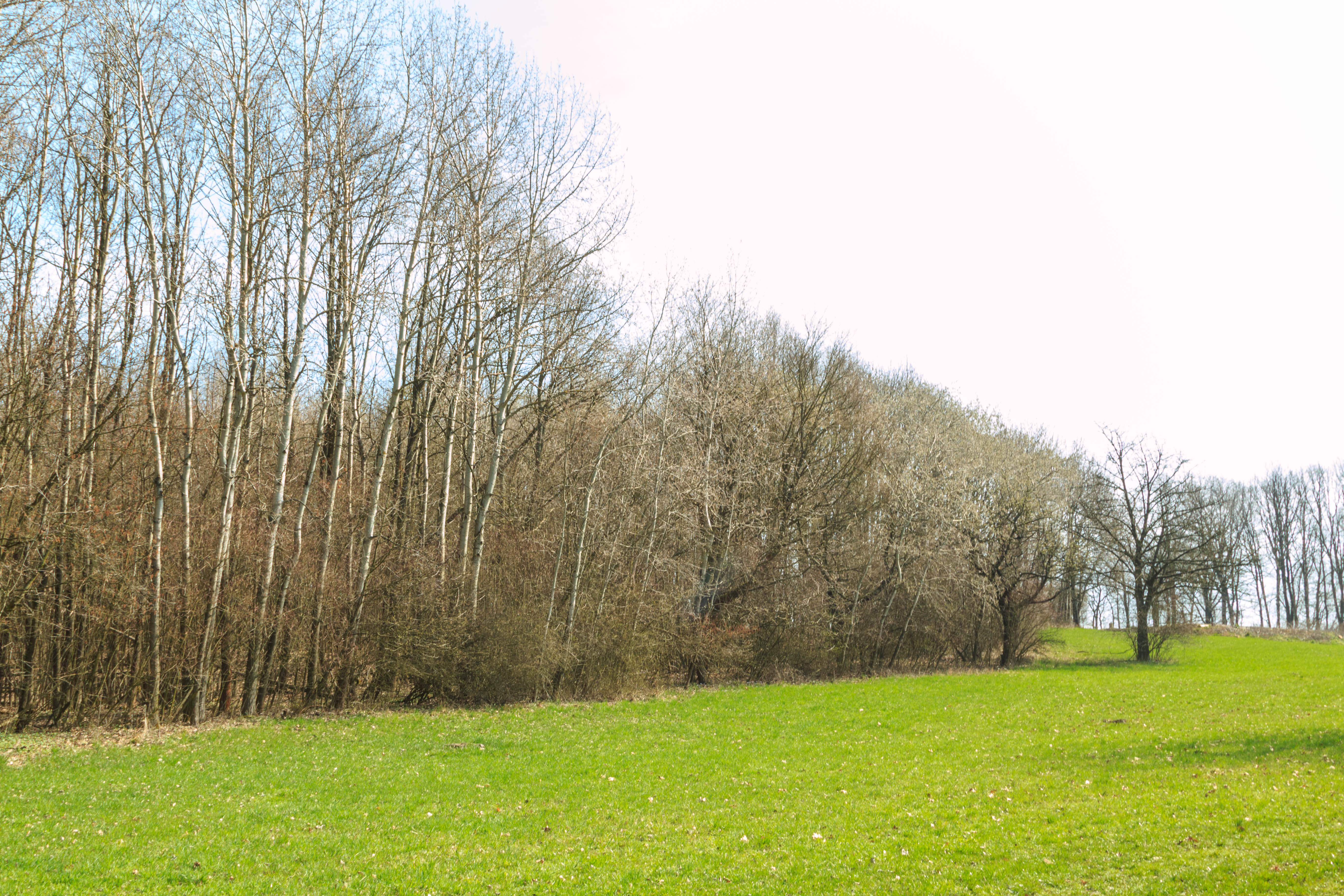
Dubohabřina (ilustrační foto)

Albrechtův vrch je skalistá enkláva – součást Přírodní rezervace (PR) Prokopské údolí. Oblast označená jako Albrechtův vrch o celkové rozloze 0,7 ha se nachází v katastrálním území pražských Jinonic (Praha 5) a těsně přiléhá k západnímu okraji jinonické retenční nádrže Asuán. Součástí této lokality je i miniarboretum Albrechtův vrch.

## Původ jména
Jméno Albertova vrchu bylo nejspíše odvozeno od majitele Jinonic šlechtice Albrechta Pfefferkorna z Ottopachu, který v roce 1610 za 17 400 kop míšeňských grošů zakoupil Butovice a jemuž patřila i selská usedlost stávající na vrchu a také orná půda na terasách v dolní partii vrchu.

## Rozdělení oblasti
Oblast můžeme pomyslně rozdělit zhruba na dvě části a to podle hranice tvořené meandrovitým tokem Prokopského potoka, jenž tudy protéká (a ústí do retenční nádrže Asuán). V okolí oblasti se ještě obdělává několik polí, ale většina ploch zarůstá. Albrechtův vrch je součástí Přírodní rezervace (PR) Prokopské údolí a je zde zakázána veškerá stavební činnost.

### Skupina skal – vrch
Severně od koryta potoka se nachází skupina skal sopečného původu s opticky dominantním diabasovým kopcem s vyhlídkou (305 m n. m.). Před 425 milióny let byl tento vršek činnou sopkou omývanou silurským mořem. Skladba hornin magmatického původu v podloží kopce ovlivňuje složení místních rostlinných společenstev, a tak se zde vyskytují i některé chráněné suchomilné a teplomilné stepní rostliny (teplomilná společenstva skalních stepí).

### Sad
Jižně od koryta Prokopského potoka se nachází pozemek starého sadu, který patřil až do 6. dubna 1923 k rodovému majetku Schwarzenbergů. Od tohoto data přešlo (na základě trhové smlouvy) vlastnictví pozemku na hlavní město Prahu. Pozemek byl veden jako role (pole), což dokládají ještě i letecké snímky z roku 1938. V 50. letech 20. století zde byl postaven malý dům (zemědělská usedlost sloužila coby nevelké zahradnictví) a z té doby pochází i výsadba jabloní, jež jsou zde (v podobě starých stromů, často zarostlých v keřích a nepřístupných křoviscích) přítomny dosud (rok 2021). V 80. letech 20. století zbyly z domu jen pozůstatky; části domu jsou v sadu dosud (rok 2021). Postupem času oblast chátrala. Podle hrubého časově–místního rozdělení má sad Albrechtův vrch tři rozdílné části (starý sad, jabloňová alej, slivoně).

#### Starý původní sad
Tento sad je ten původní, kde rostou letité jabloně, které byly vysázeny spolu se vznikem zahradnictví v 50. letech 20. století. Sad nebyl podroben analýze odrůd, ale v roce 2019 čítal: 18 jabloní, 2 torza jabloní a 1 hrušeň. Staré jabloně stále bohatě plodí (stav k roku 2019).

#### Druhá alejová část (jabloně)
Tato část sadu se skládá z nově vysazených jabloní. V roce 2010 zde bylo vysazeno 7 jabloní a v následujícím roce (2011) byla v blízkosti sadu vysázena jabloňová alej (odrůdy: Syreček úřetický, Řehtáč soudkovitý, Zvonkové, Matčino, Malinové podzimní, Panenské české). Tato alej asi 20 stromů obsahuje i staré odrůdy jabloní (Matčino, Otcovo a další). Nově vysazené stromy v této části aleje začínají již plodit (stav k roku 2019).

#### Třetí část (slivoně)
Na alej jabloní navázala plocha dvaceti slivoní, vysázená zde v roce 2018. Jedná se tyto staré odrůdy: švestka domácí, Chrudimská, Nancyská, Malvazinka a Wazonova renklóda. Nové slivoně ještě neplodí (stav k roku 2019).

## Arboretum Albrechtův vrch
Oficiálně je zdejší sbírka živých dřevin (dendrologická zahrada původních dřevin Pražské kotliny) označována jako Miniarboretum Albrechtův vrch, je v péči firmy ROZA Mšec s.r.o. a projekt zbudování (a průběžní údržby) arboreta byl a je financován Odborem ochrany prostředí Magistrátu hlavního města Prahy. Arboretum se člení do čtyř pomyslných segmentů (sekcí).

### Šípáková doubrava
Na výsluních a skalnatých svazích teplých a suchých oblastí s měkkou a prohřátou půdou se nacházejí teplomilné šípákové doubravy, jejichž jméno je odvozeno od dubu pýřitého – lidově nazývaného dub šípák. Tato dřeviny obsazující převážně vápnité substráty, vyznačují se specificky vykrojeným listem a obvykle bizarně zakrouceným kmenem. Jejich stanovištěm jsou především bazifilní teplomilné typy sušších lesních porostů. V ostatních enklávách a dalších místech Přírodní rezervace (PR) Prokopské údolí je tento typ vegetačního společenství poměrně častý.

### Ovocný sad
Ještě v 70. letech 20. století se na venkovských zahradách pěstovaly jiné odrůdy ovocných dřevin, které ale byly postupem času nahrazeny novými odrůdami odolnějšími proti škůdcům a s většími výnosy. Trend rozšiřující se nabídky ovoce v obchodních sítích i změny způsobu života spotřebitelů znamenal praktický zánik pěstování některých odrůd a jejich vytrácení se z lidské paměti.
Spolu se změnou odrůd došlo v průběhu let i ke změně výšek kmenů ovocných stromů. Praktickou výhodou vysokokmenů (dnes již běžně komerčně v zahradnictvích nedostupných) byla možnost pod stromy sekat trávu pro hospodářské zvířectvo nebo tam pěstovat případně i jiné plodiny. Vysokokmeny byly nevýhodné při postřikování a prořezávání stromů a hlavně při sklizni plodů. Snadnější přístupnost k plodům a při ošetřování dřevin zajistily oblíbené polokmeny nebo dnes (2021) nejčastější čtvrtkmeny.
V ovocném sadu (označovaném jako „babiččiny odrůdy“) byly vysazeny a vyskytují se představitelé následujících odrůd stromů:
- jabloní: malinové holovouské; panenské české; parména zlatá zimní; astrachán bílý; kožená reneta zimní; matčino; malinové hornokrajské a sudetská reneta;
- hrušní: krvavka; špinka; máslovka Amanliská; Herbertova máslovka;
- slivoní: Oulinská renkloda.

Odrůdy jablek (Ilustrační fotografie)
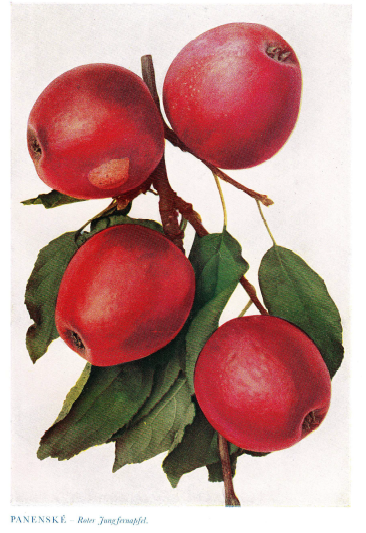
Panenské české
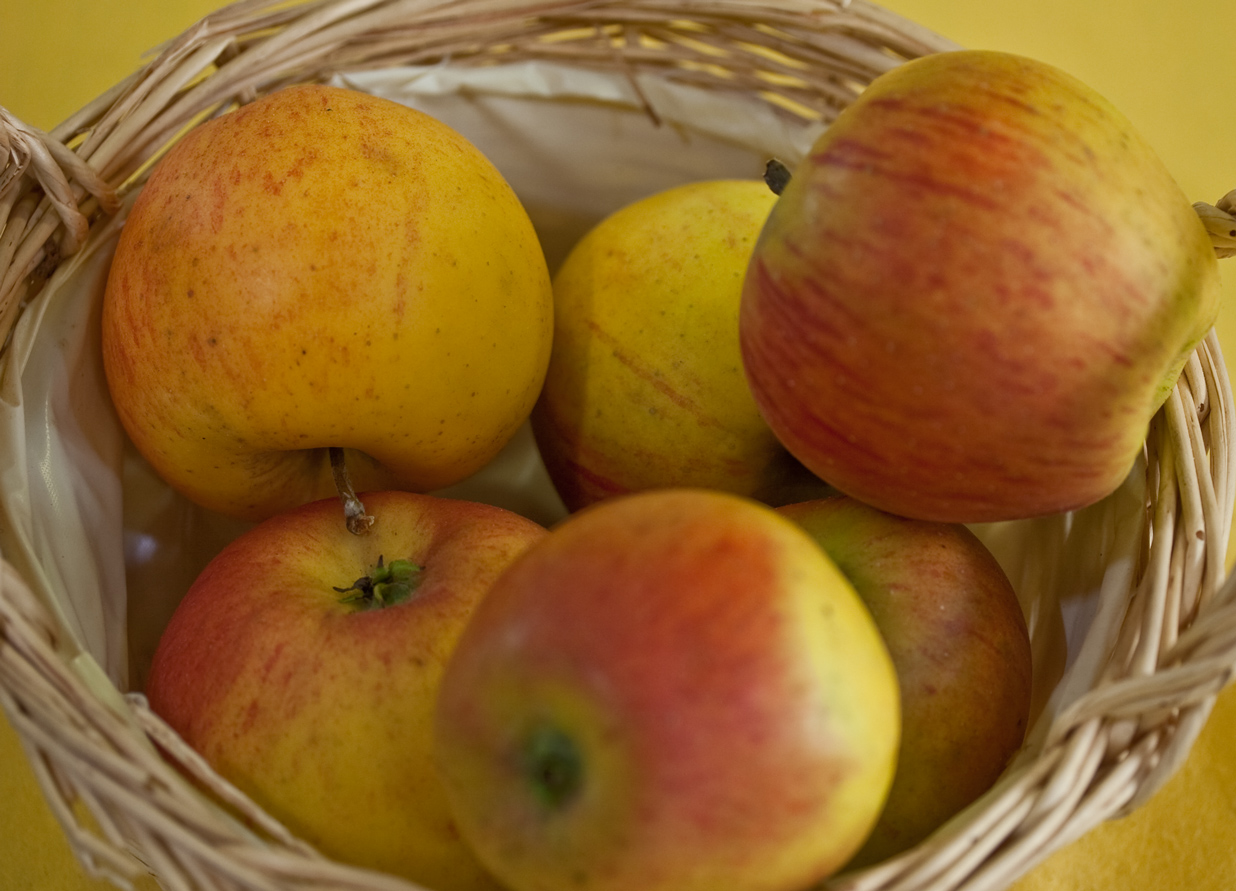
Parména zlatá
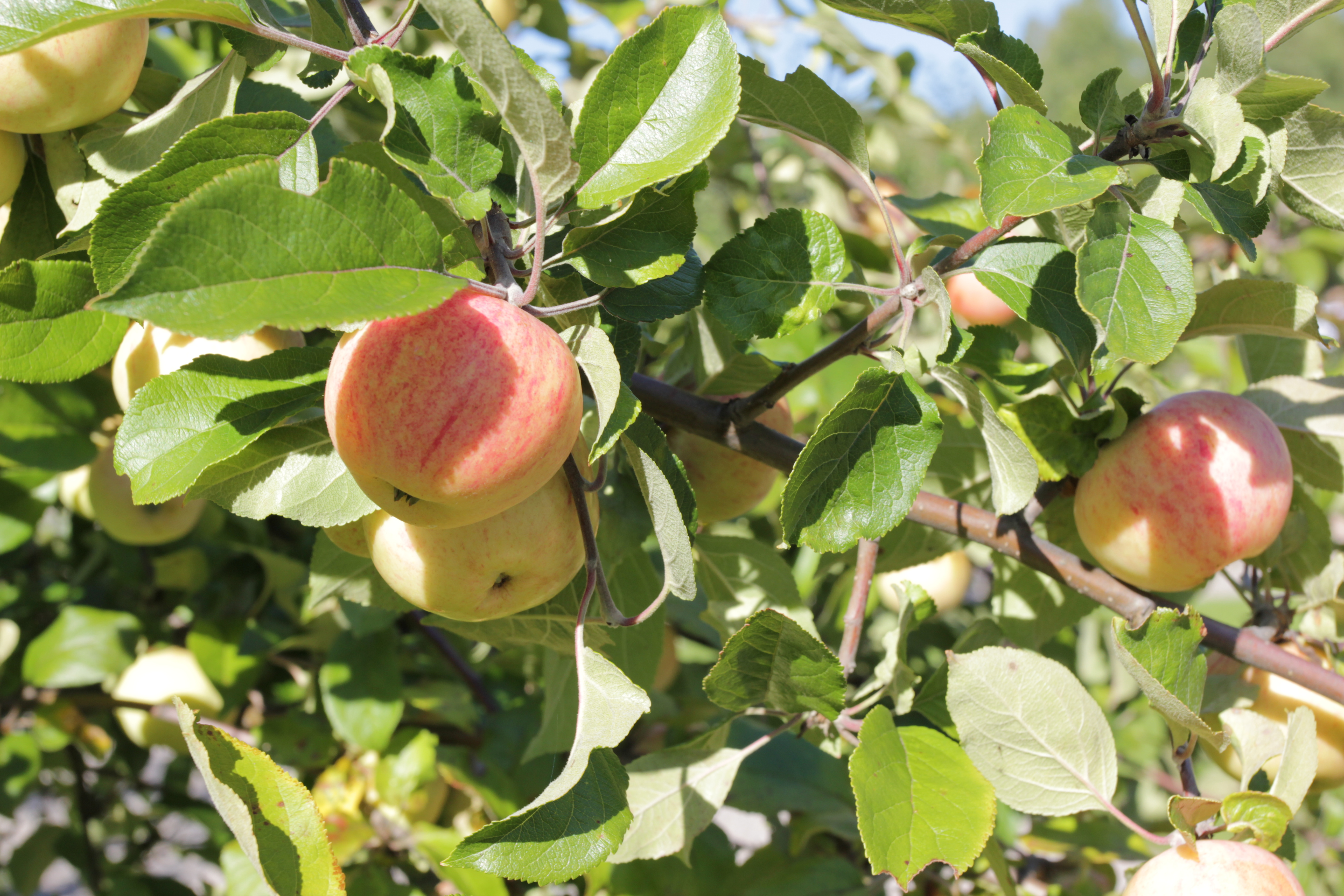
Astrachán bílý
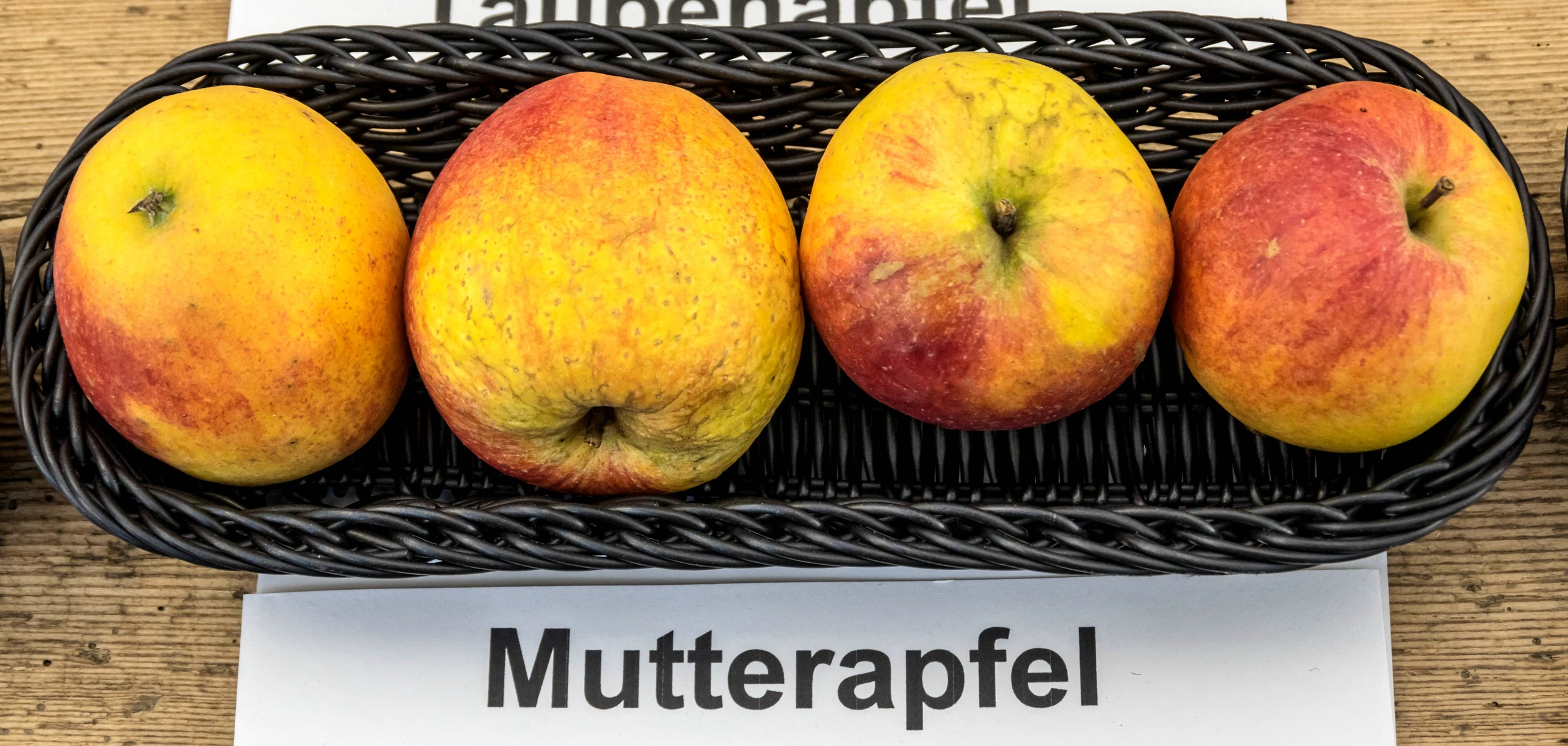
Matčino
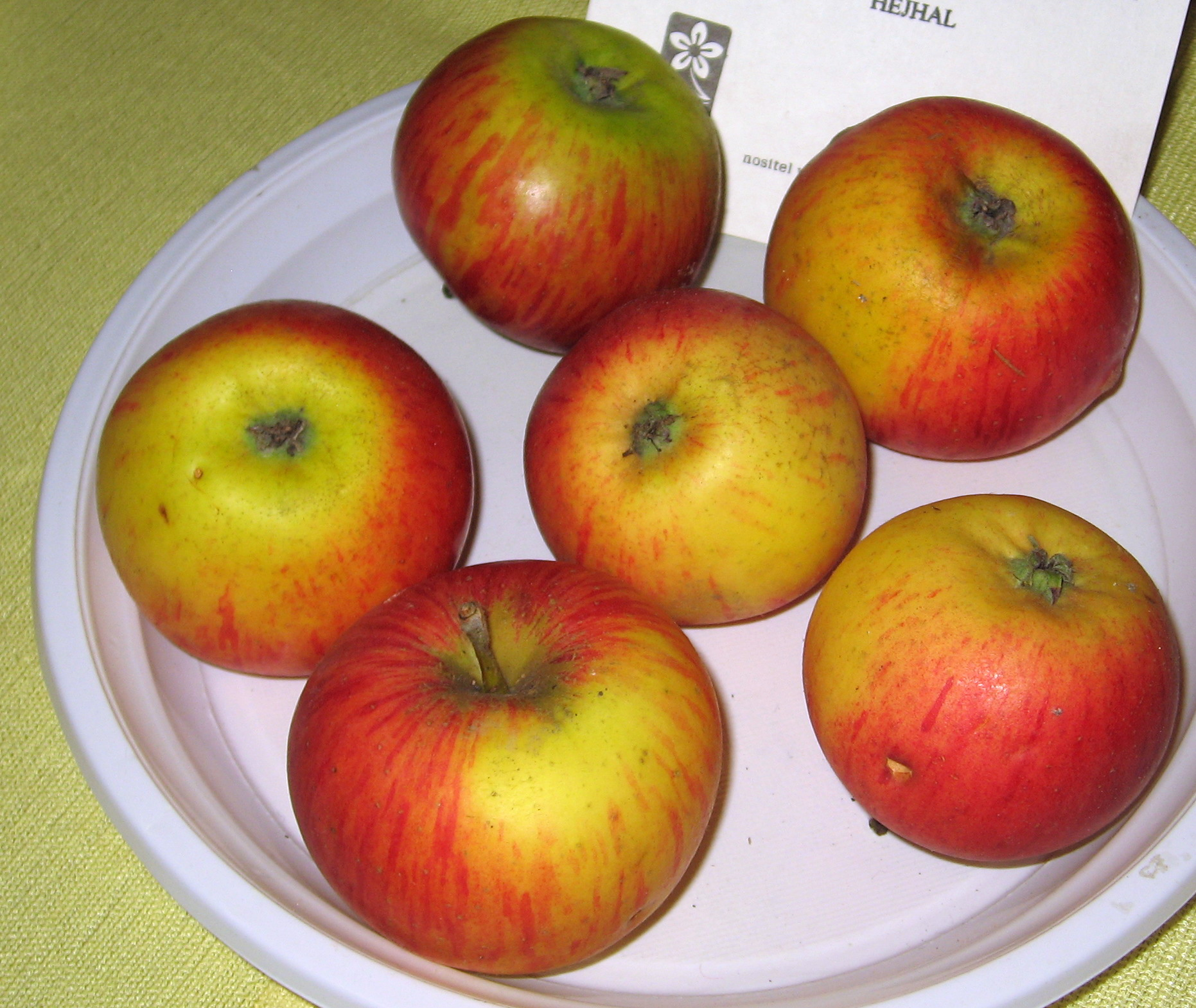
Sudetská reneta

Kromě těchto (vesměs vysokokmenných) odrůd ovocných stromů (jabloně, hrušně a slivoně) jsou zde zastoupeny i exempláře následujících druhů dřevin: dřín obecný; klokoč zpeřený; meruzalka alpská a aronie černá (černoplodá).

Další dřeviny (Ilustrační fotografie)
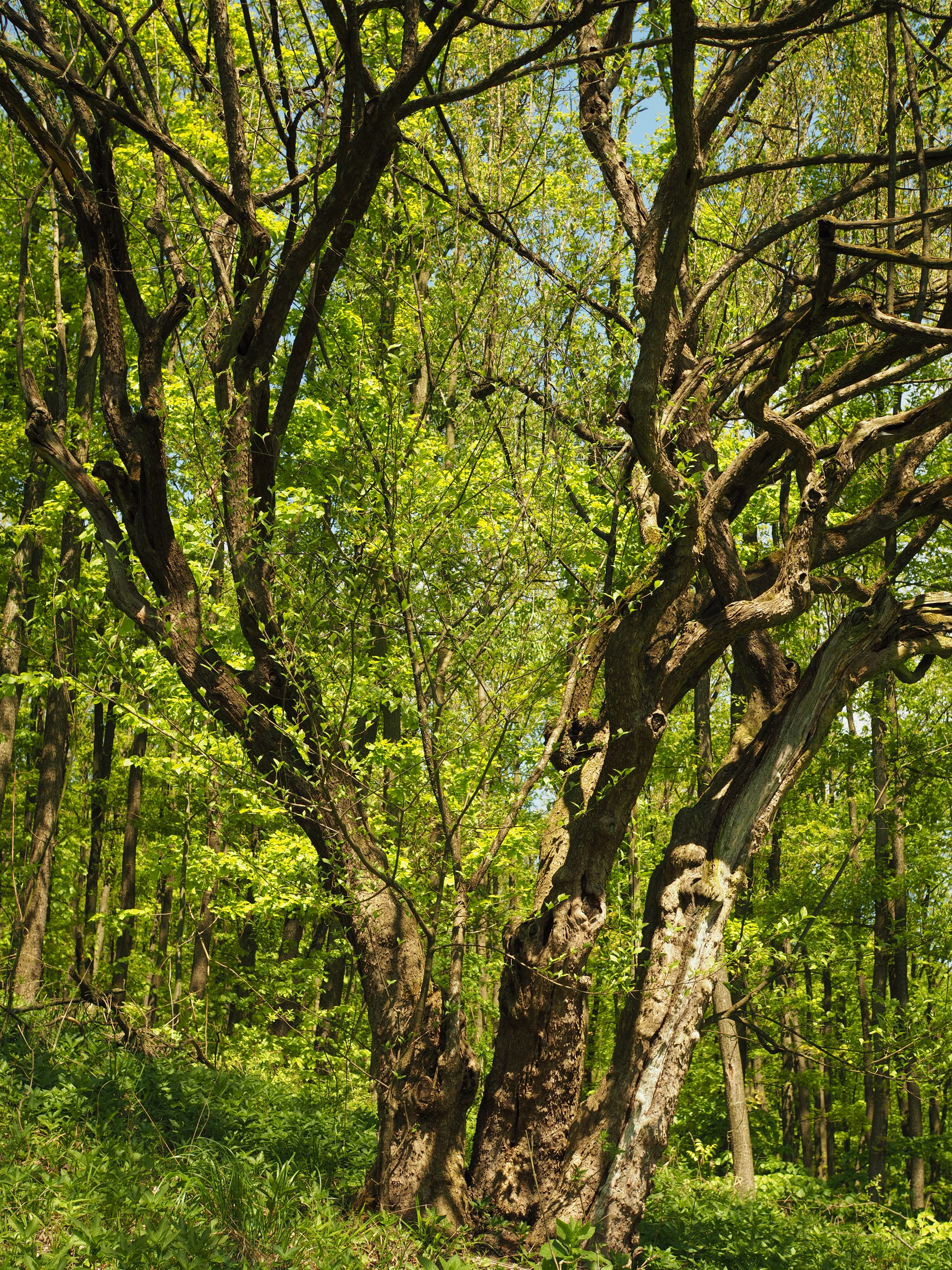
Dřín obecný
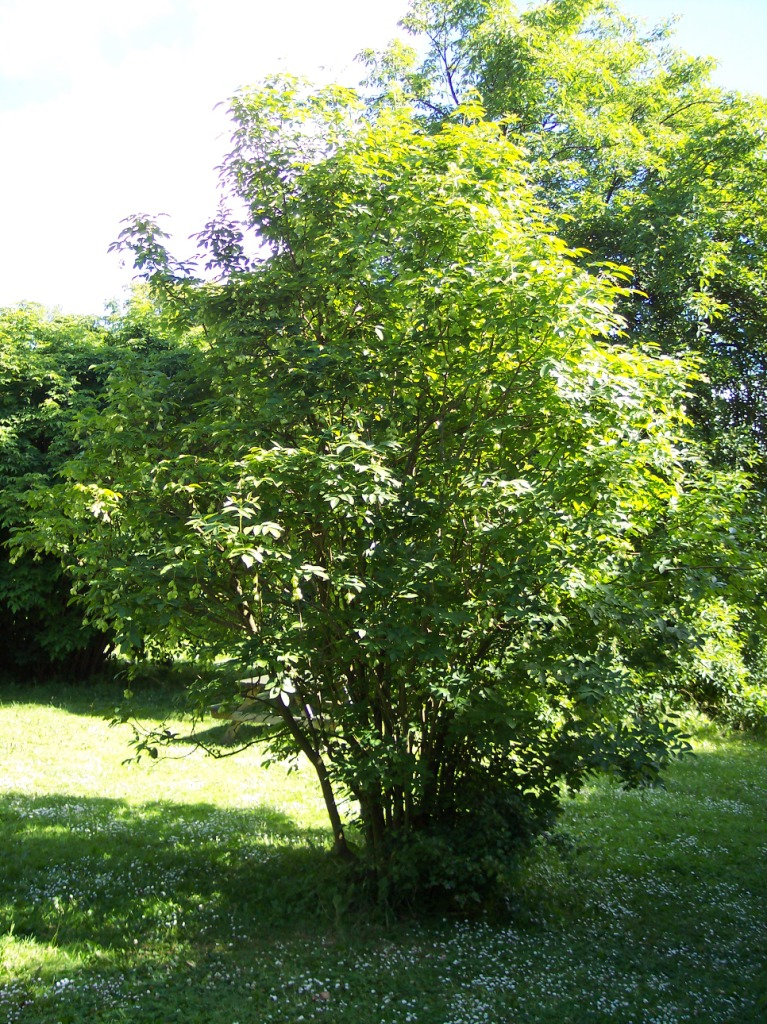
Klokoč zpeřený
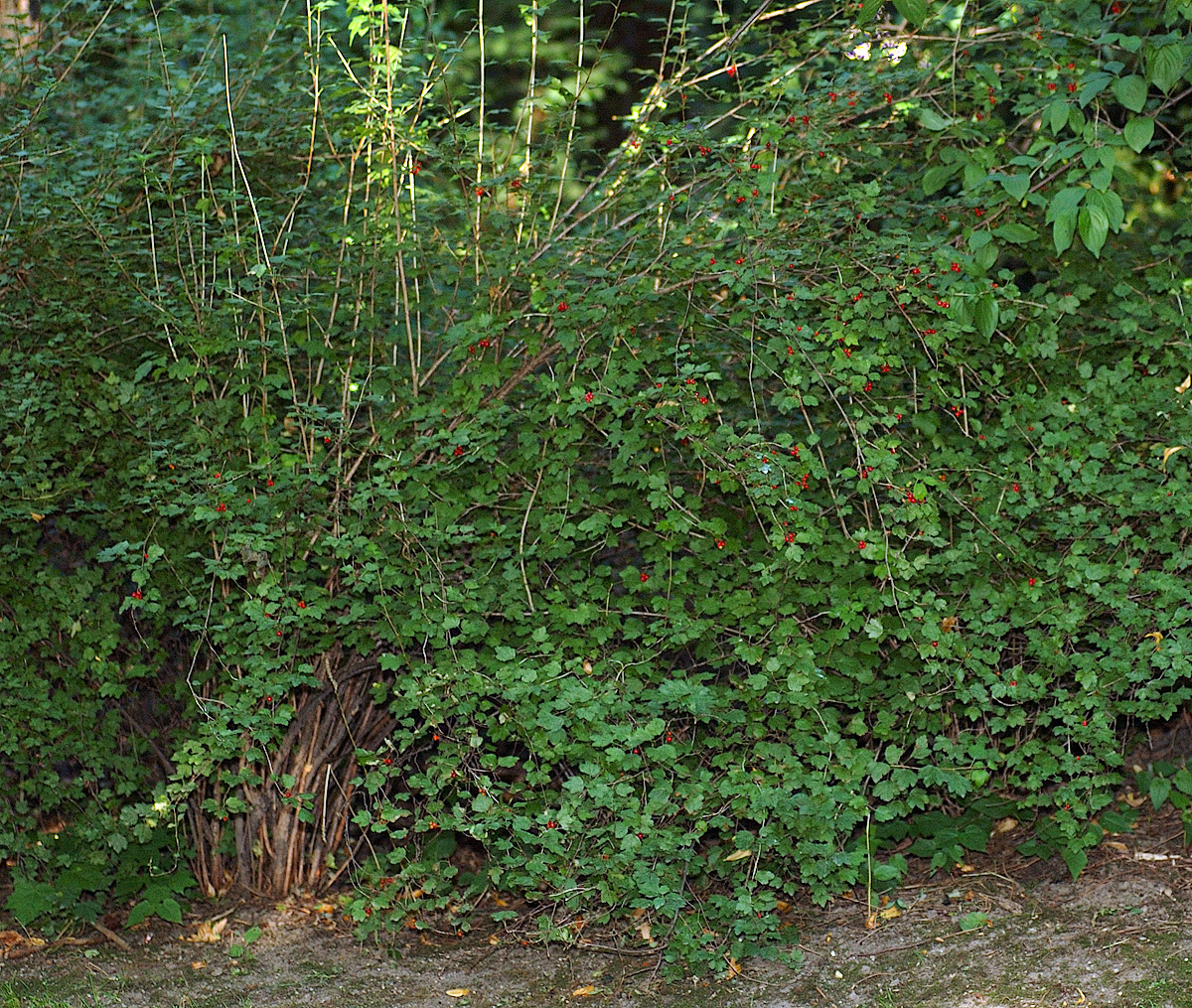
meruzalka alpská
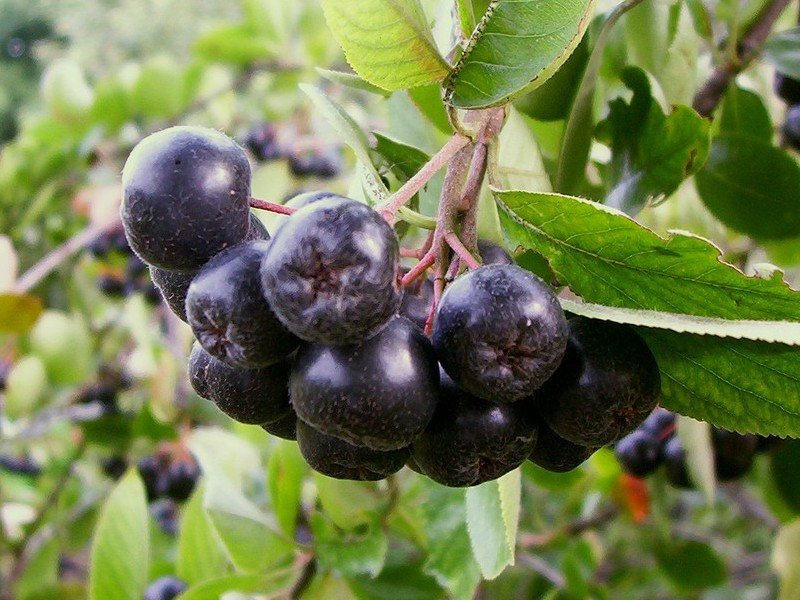
Temnoplodec – Aronia melanocarpa (plody)

### Méně známé ovoce
Dnes dovážené plody ze zahraničí postupně vytlačily z povědomí i trhu obdobné druhy ovoce, které naši předkové kdysi sice na území Československa pěstovali, ale péče o tyto odrůdy byla obtížná nebo bylo pracné finální zpracování jejich plodů. Tyto dřeviny se tak ze zahrad a sadů postupně přesunuly do parků a arboret a funkce výživová a ekonomická se pozvolna zredukovala jen na účel okrasný.
V této části miniarboreta (sekce méně známé ovoce; celkem je zde 10 druhů dřevin) jsou k vidění následující druhy a odrůdy dřevin: ořešák královský, jeřáb obecný a jeřáb oskeruše, morušovník černý a morušovník bílý, mišpule velkoplodá a kdouloň obecná.

Méně známé dřeviny (ilustrační fotografie)
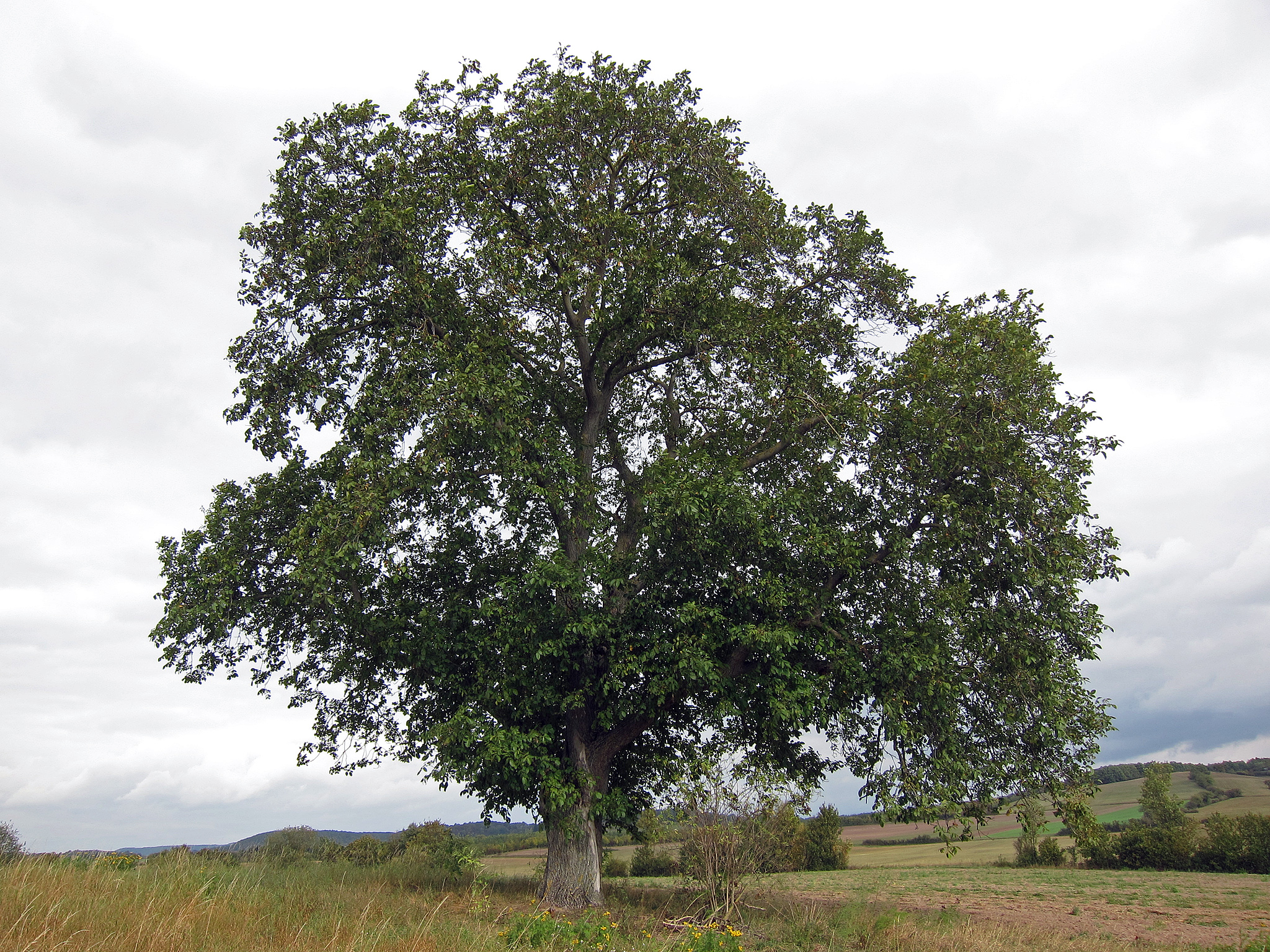
Ořešák královský
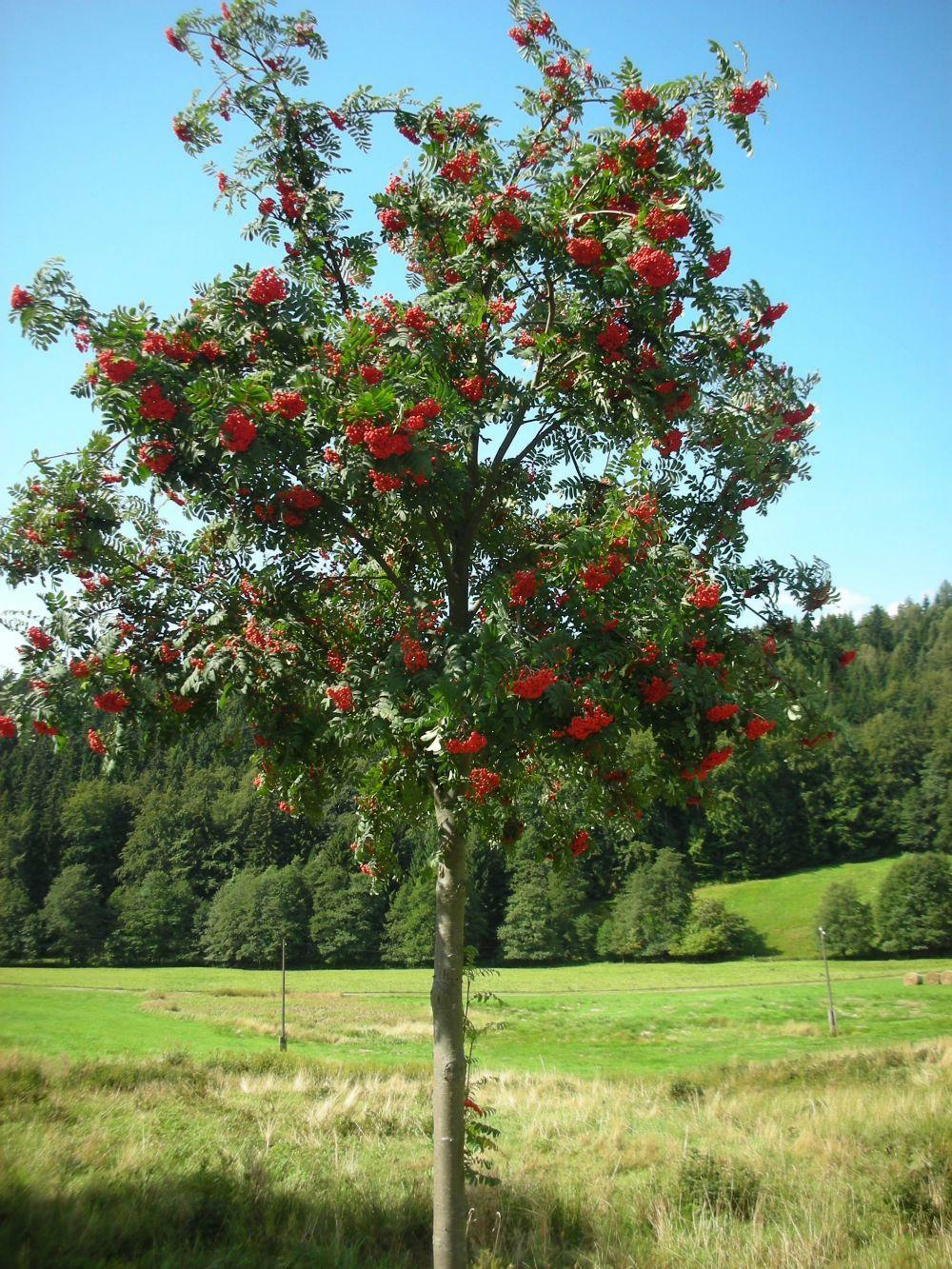
Jeřáb obecný
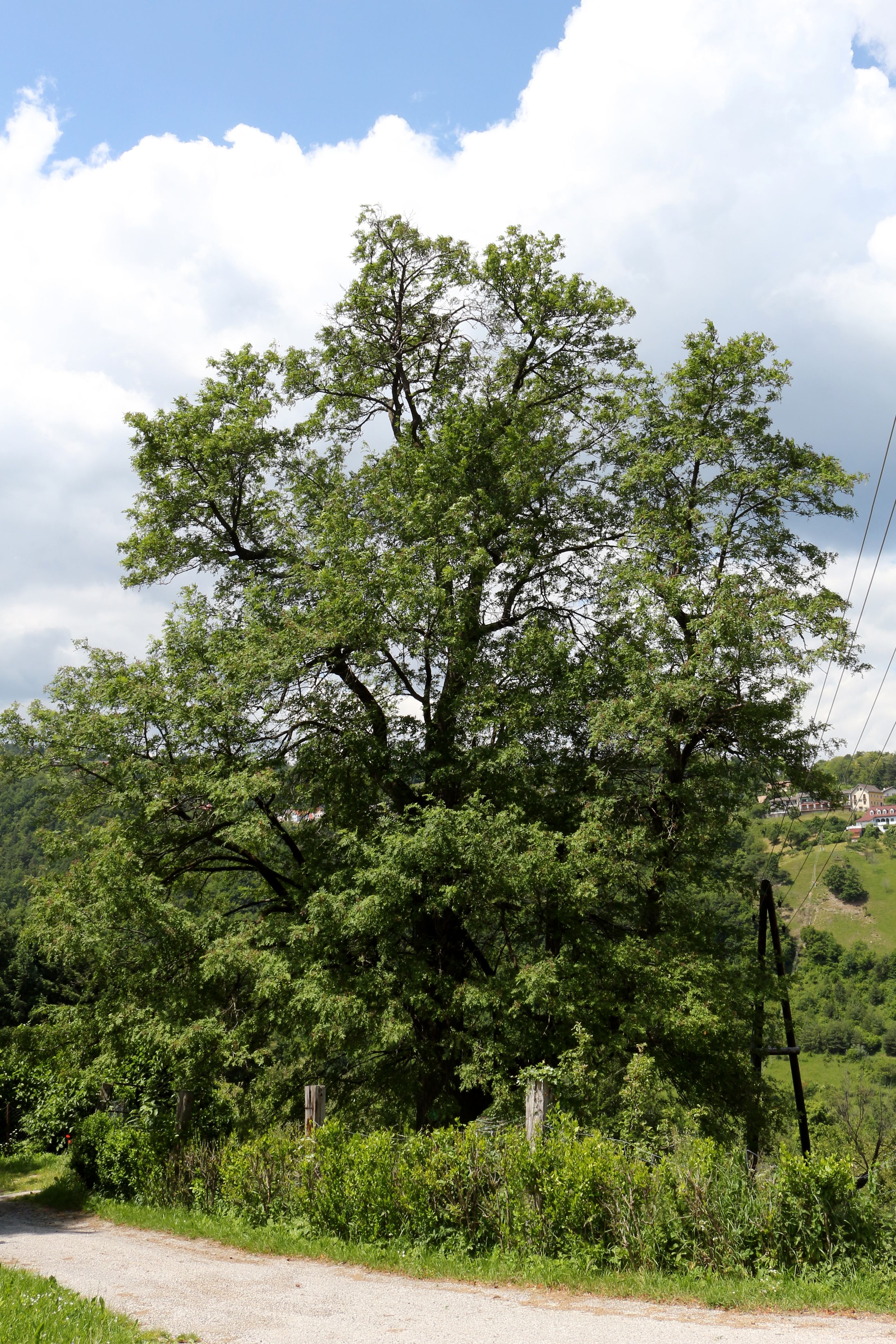
Jeřáb oskeruše
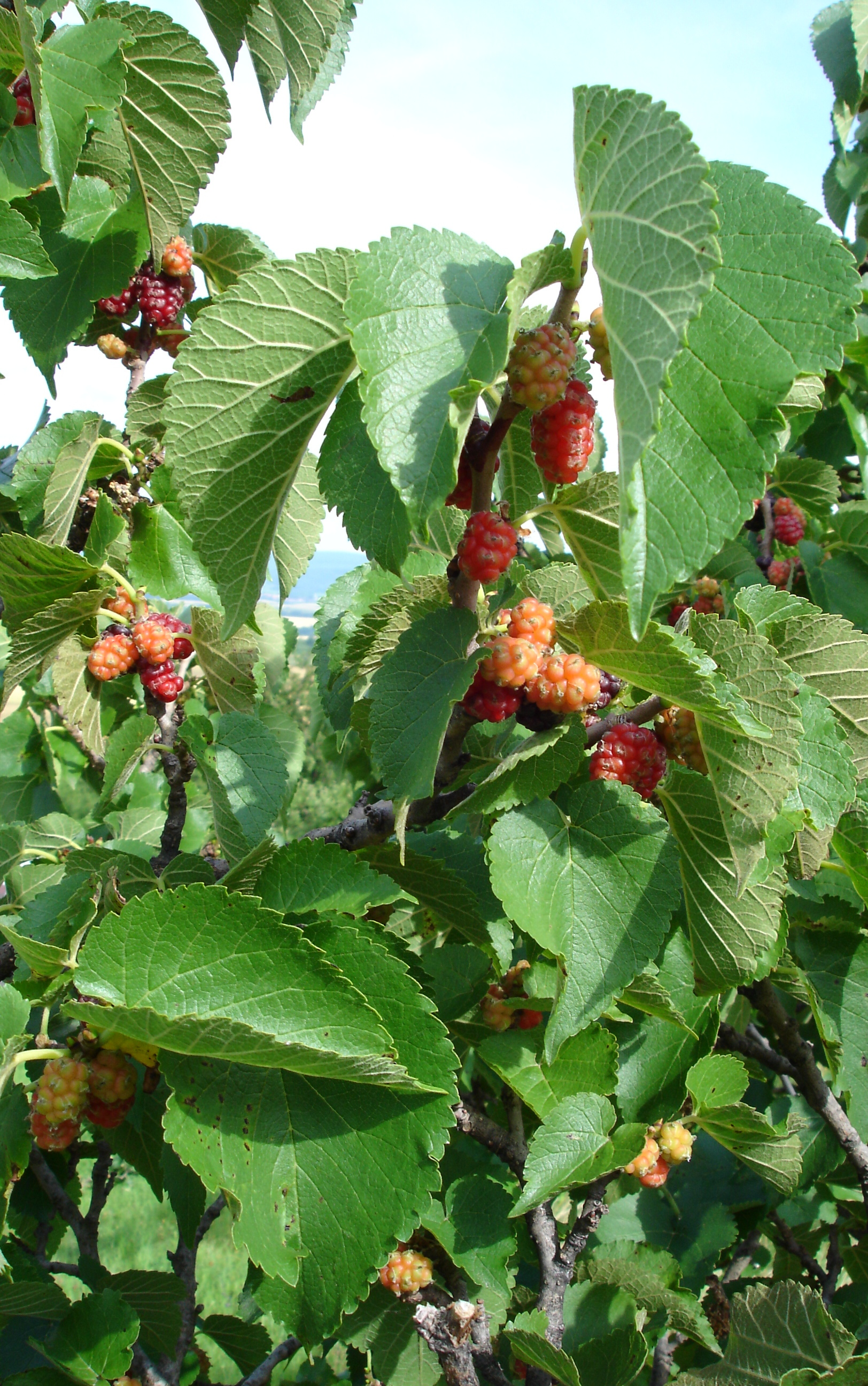
Morušovník černý
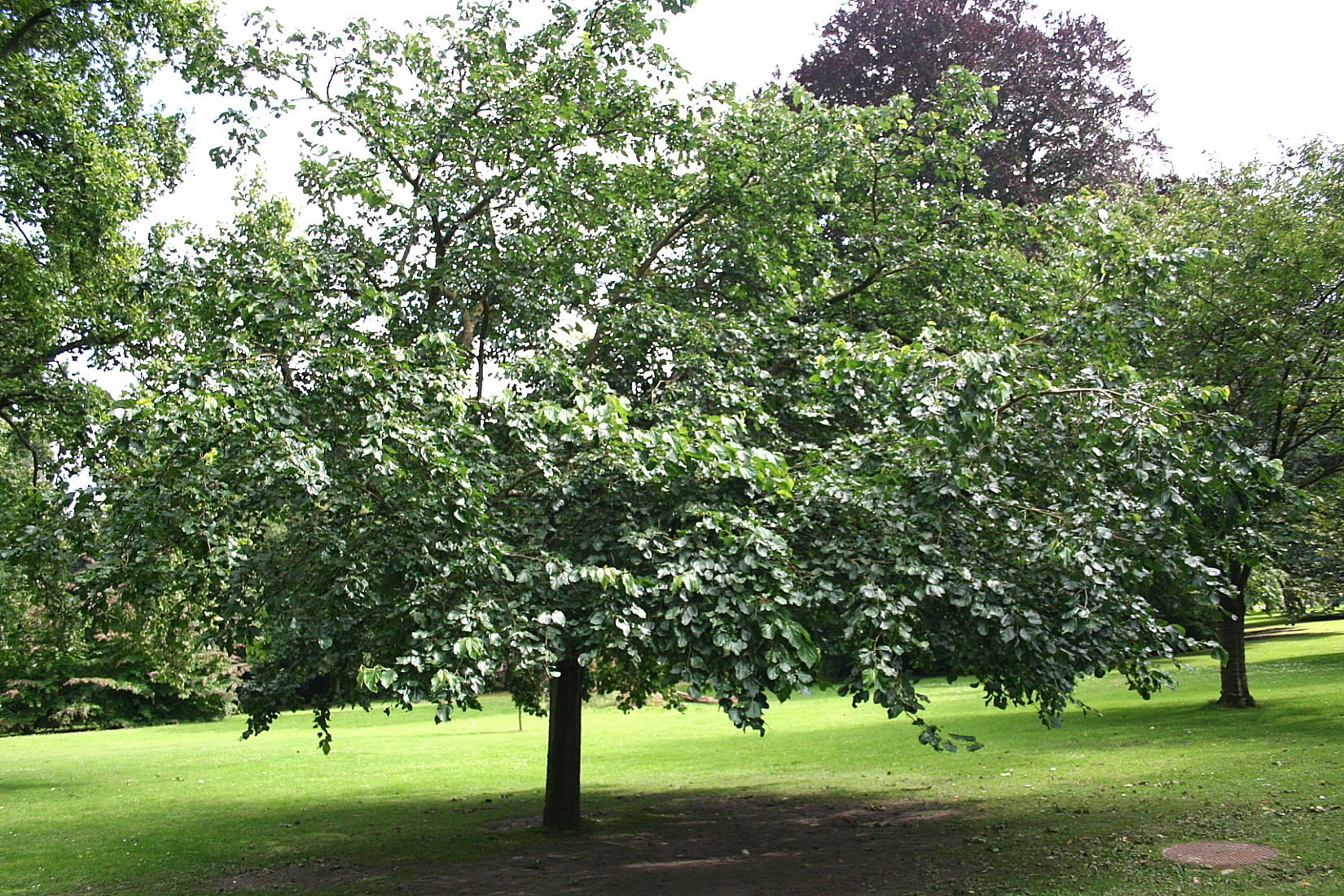
Morušovník bílý
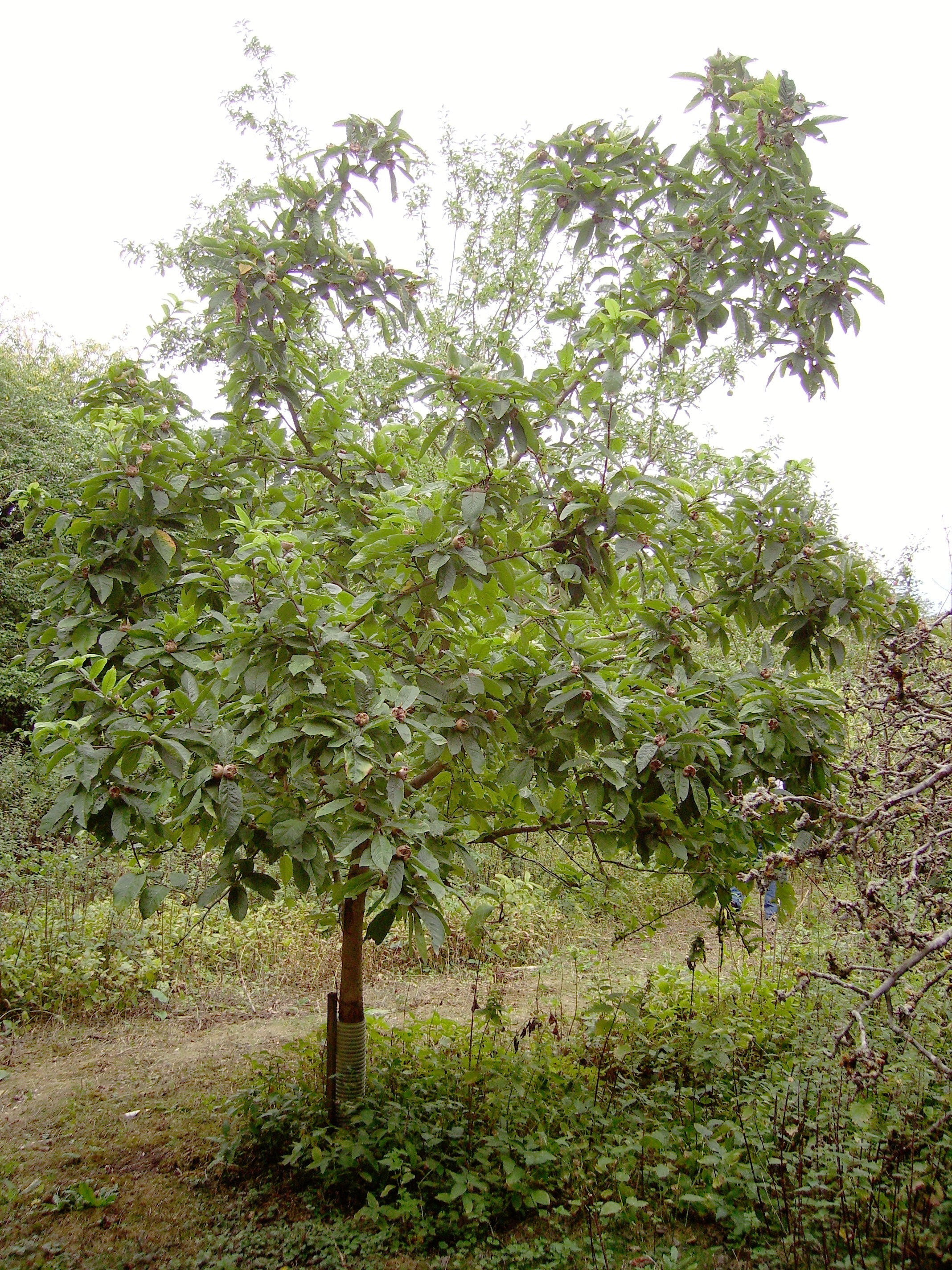
Mišpule velkoplodá
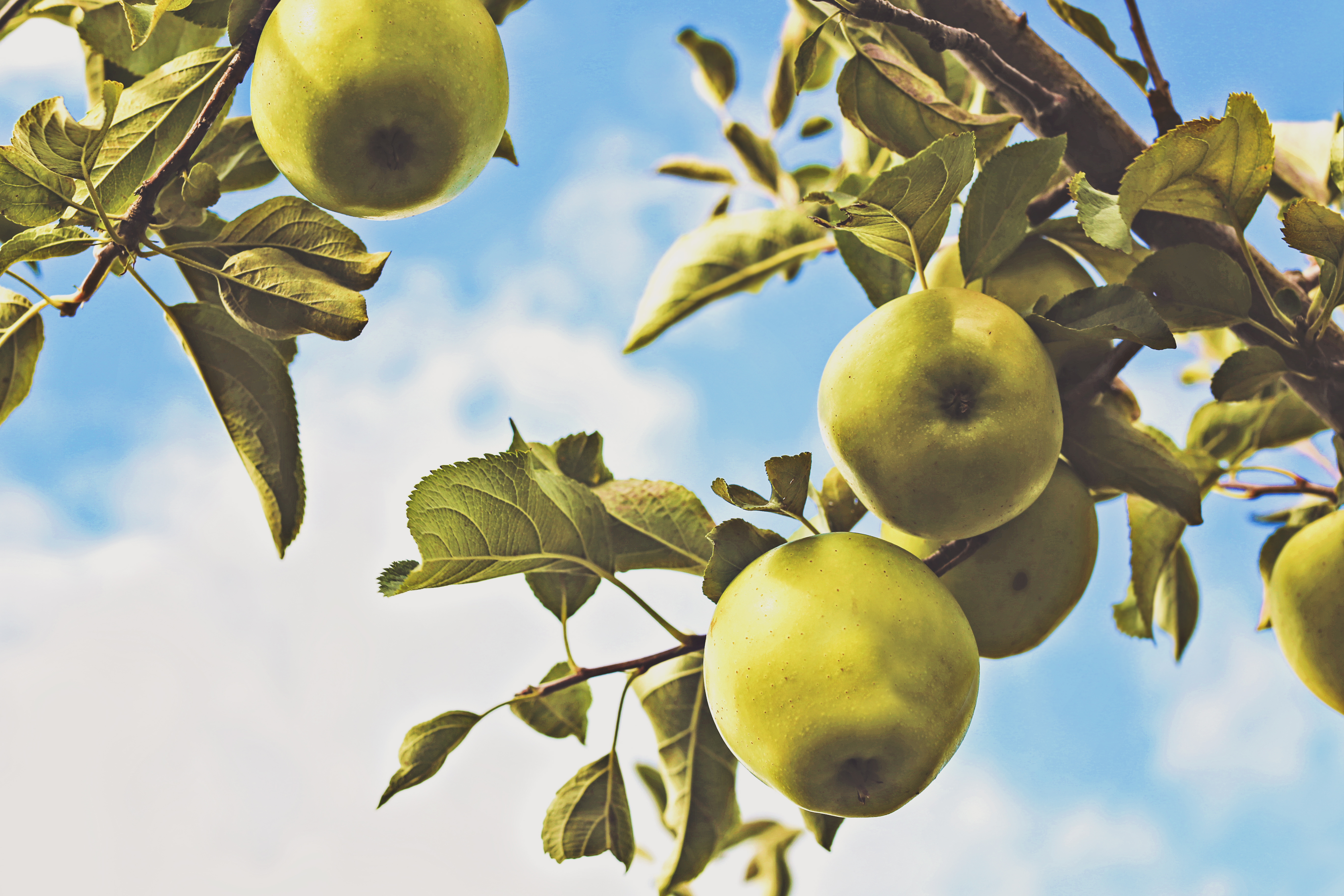
Kdouloň obecná

Množinu druhů a odrůd „méně známého ovoce“ doplňují i původně plané rostliny, ze kterých byly postupem času vyšlechtěny bohatě plodící dřeviny. Tuto skupinu reprezentují exempláře jabloně lesní, hrušně polničky a třešně ptačí.

Plané dřeviny (ilustrační fotografie)
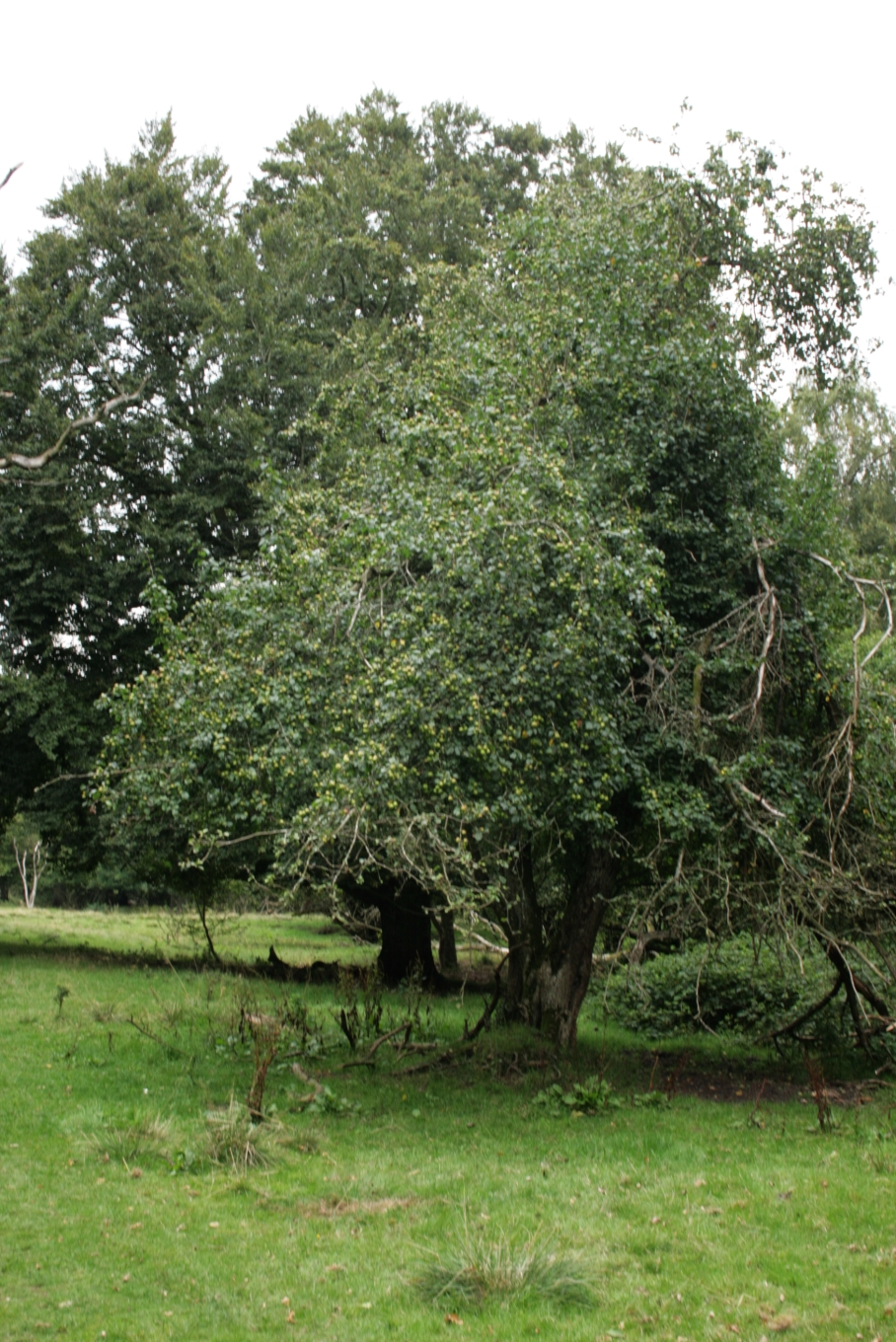
Jabloň lesní
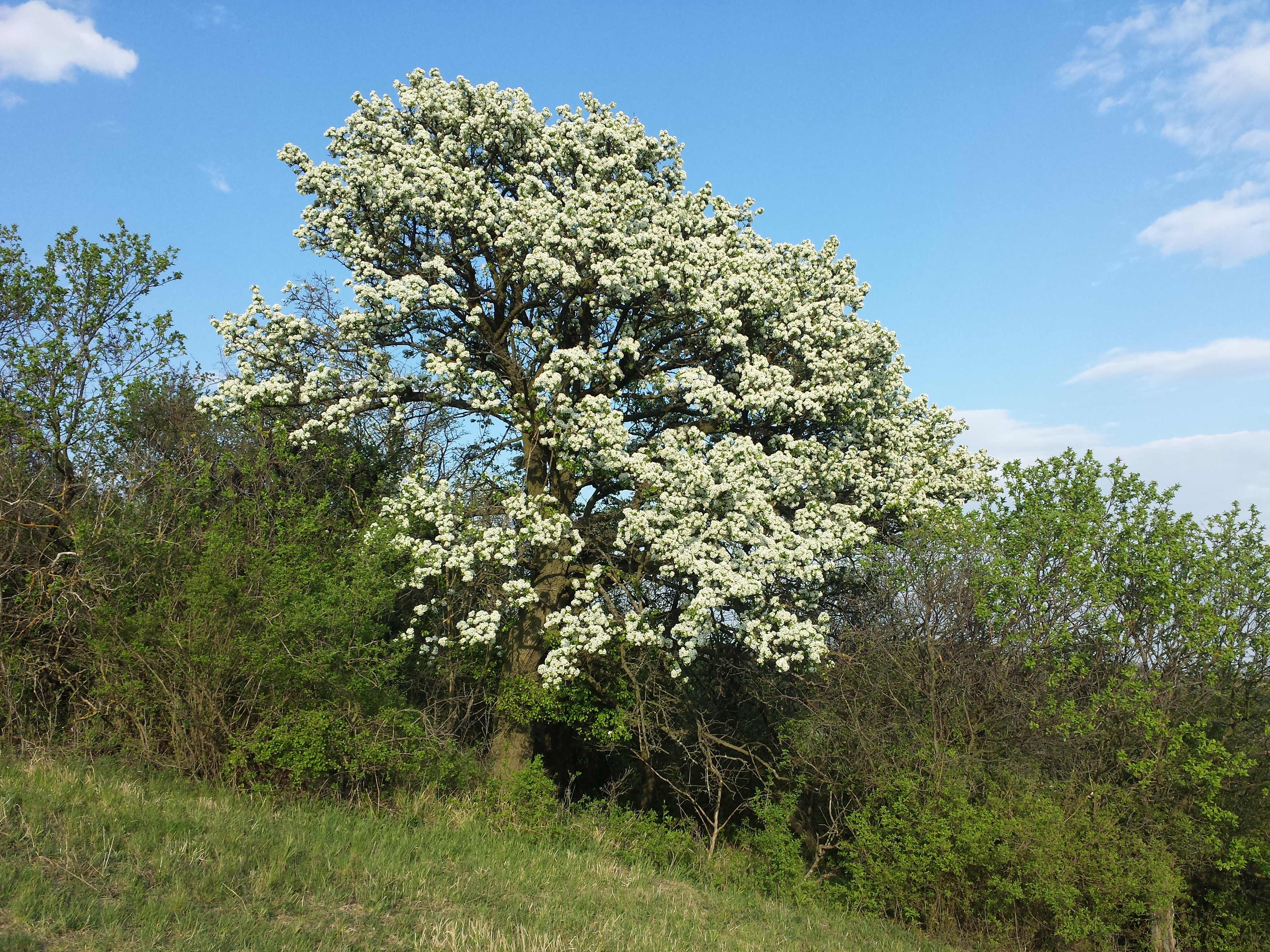
Hrušeň planá
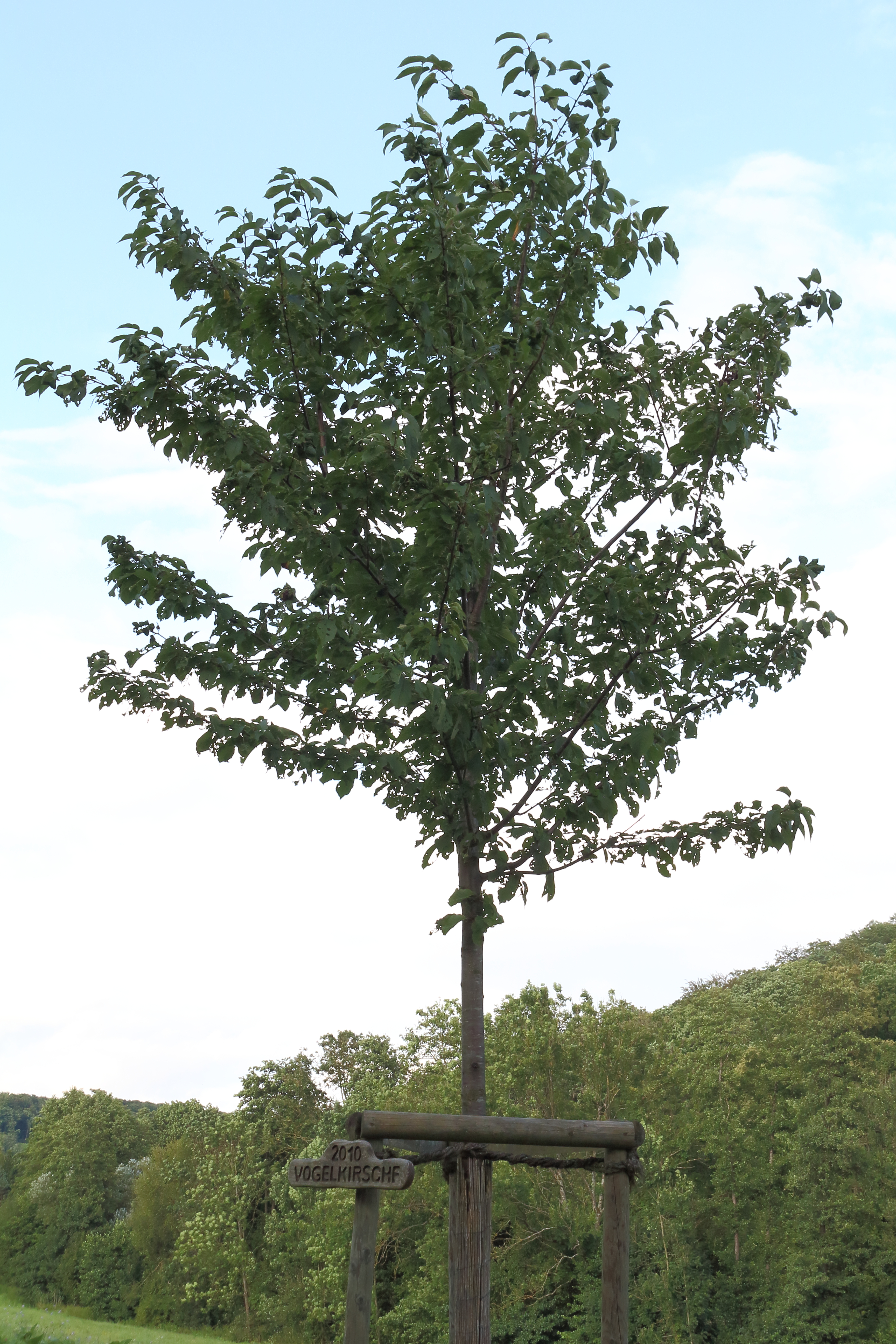
Třešeň ptačí

### Dubohabřina
Dubohabrovým hájům se daří na středně vlhkých půdách s rozmanitým podložím. Kdysi pokrývaly značnou část území Československé republiky ještě než byly vykáceny a nahrazeny ekonomicky vhodnějšími monokulturami převážně smrkových porostů. Hlavními dřevinami dubohabřin (jak název napovídá) jsou dub zimní (v nižších polohách dub letní) a habr obecný.
V miniarboretu Albrechtův vrch (sekce dubohabřina; celkem je zde 8 druhů dřevin) jsou zastoupeny především dub letní a habr obecný, ale vyskytuje se zde i topol černý, jenž zde zůstal v několika exemplářích jako větší část původního topolového háje. Vysazené stromy v dubohabřině doprovází v arboretu i na jaře bíle kvetoucí hloh jednosemenný. Keřové patro je reprezentováno dřínem obecným, lískou obecnou, brslenem evropským a zimolezem pýřitým.

Dřebiny dubohabřiny (ilustrační fotografie)
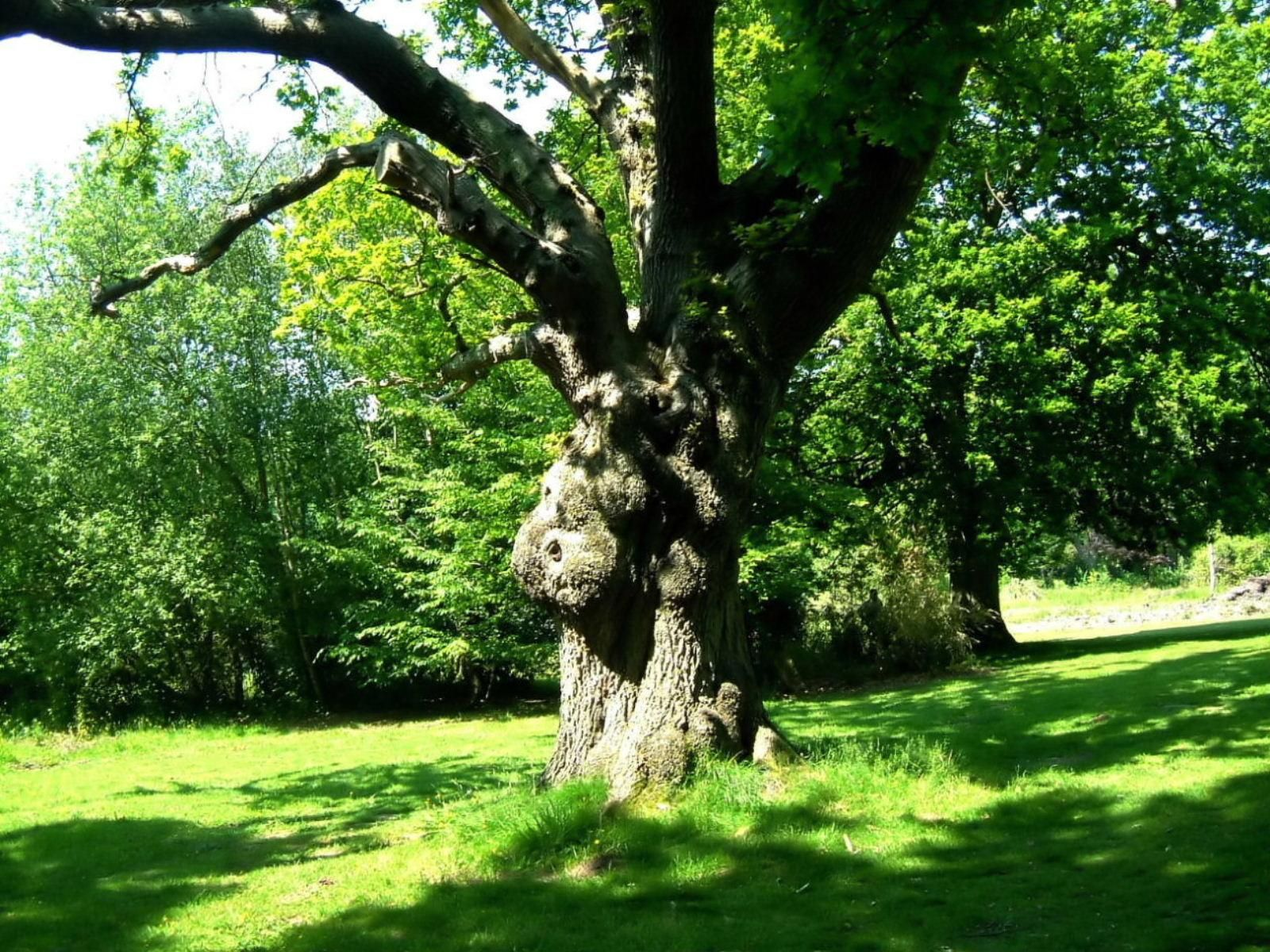
Dub letní
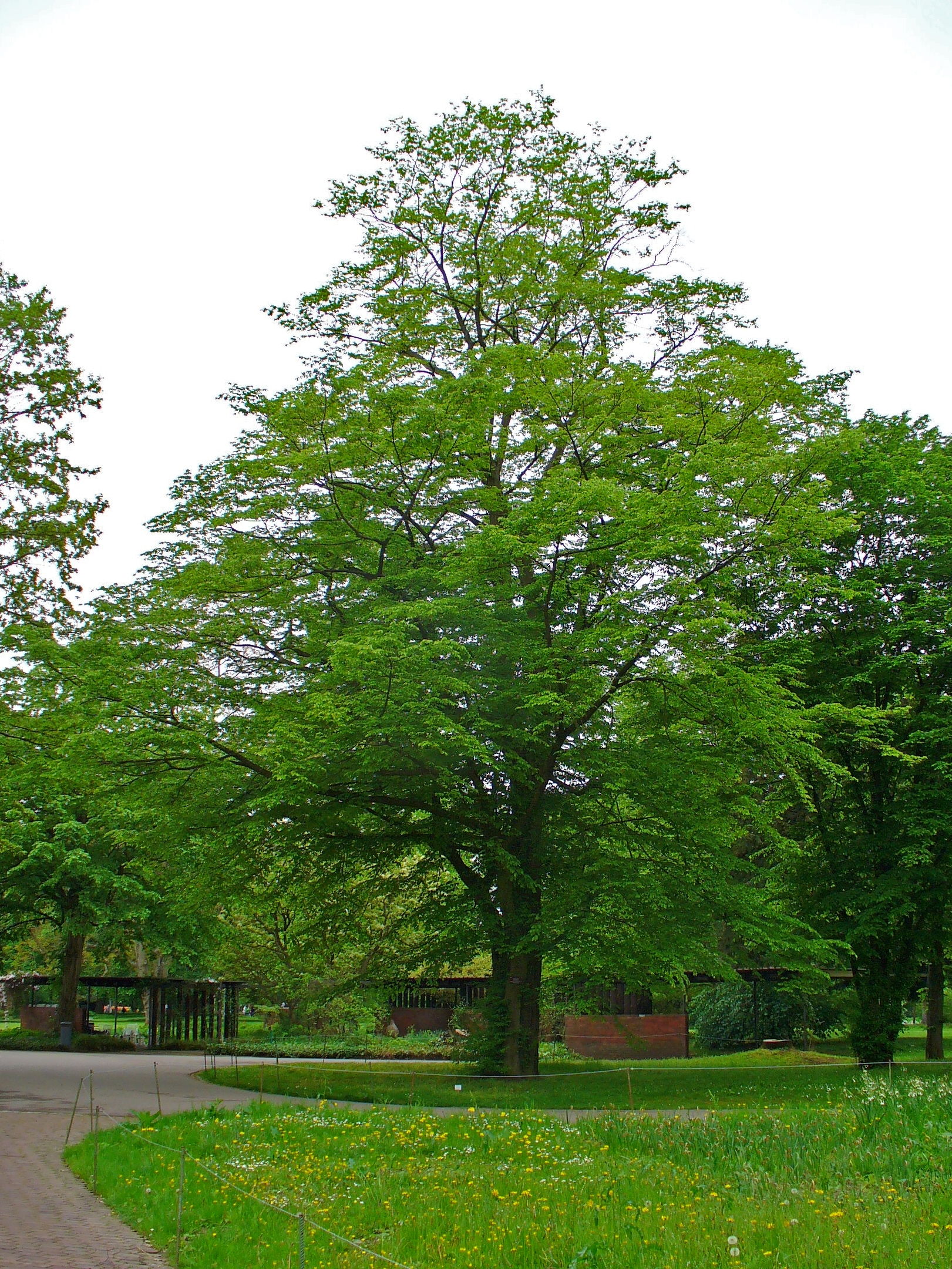
Habr obecný
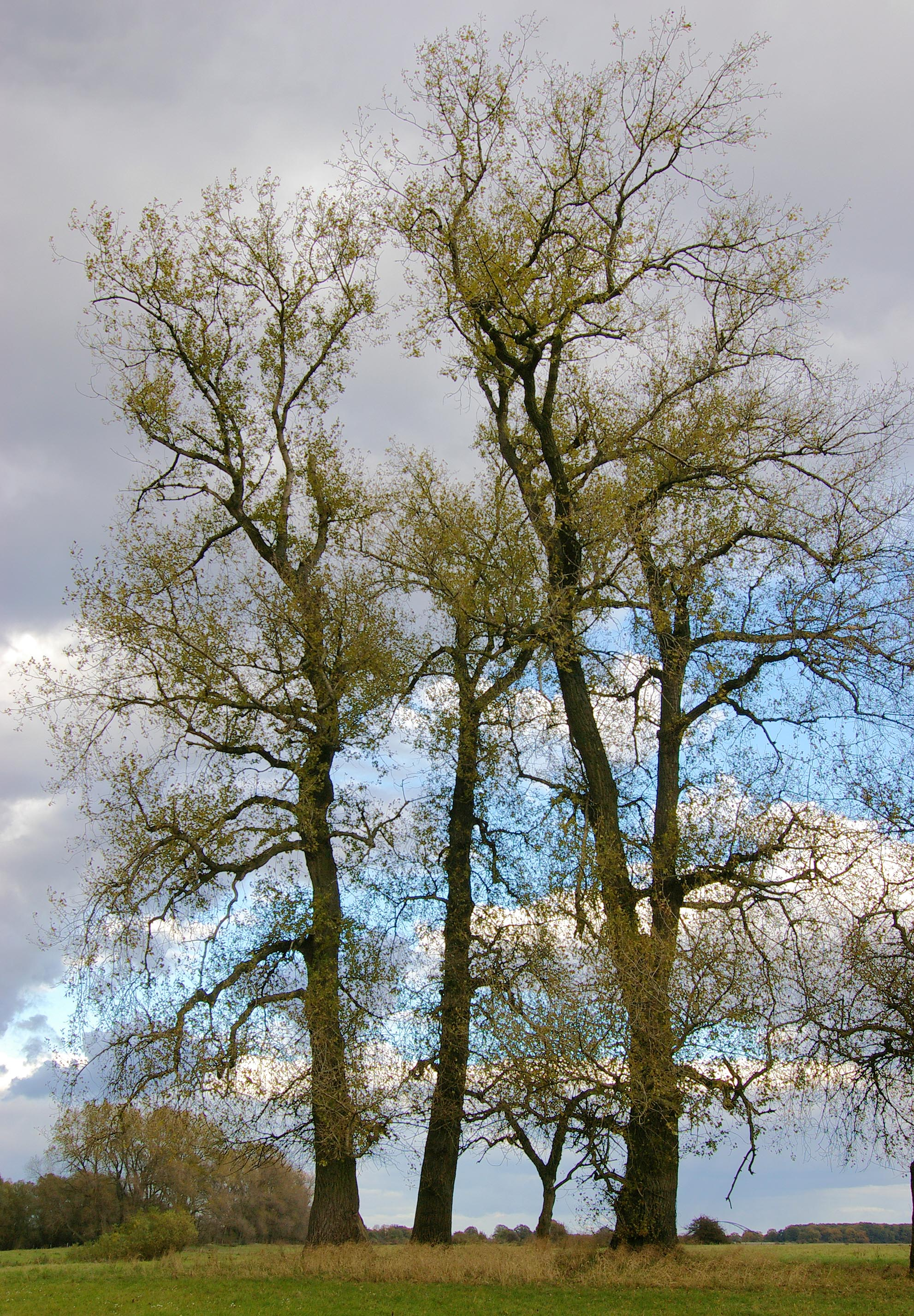
Topol černý
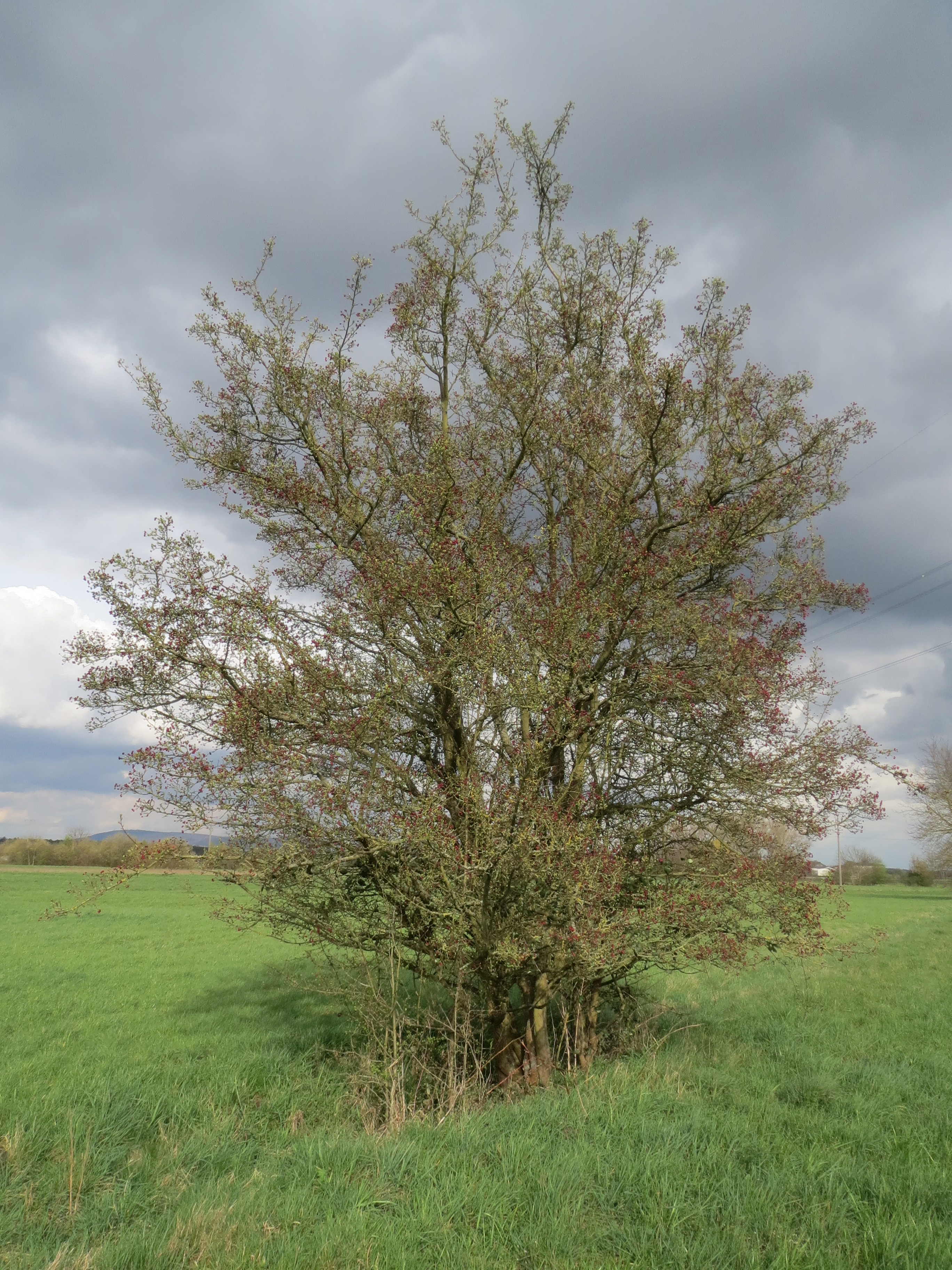
Hloh jednosemenný
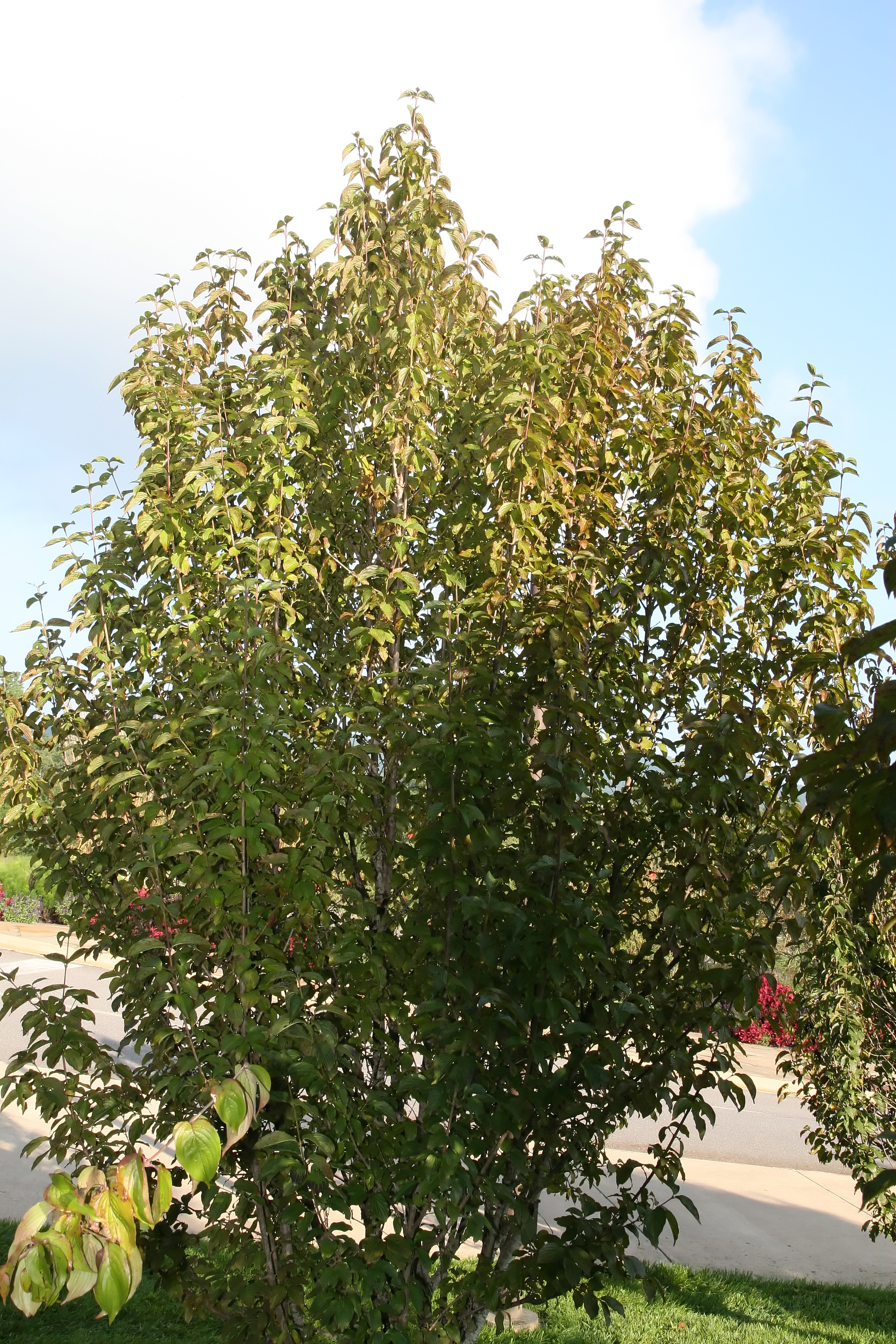
Dřín obecný
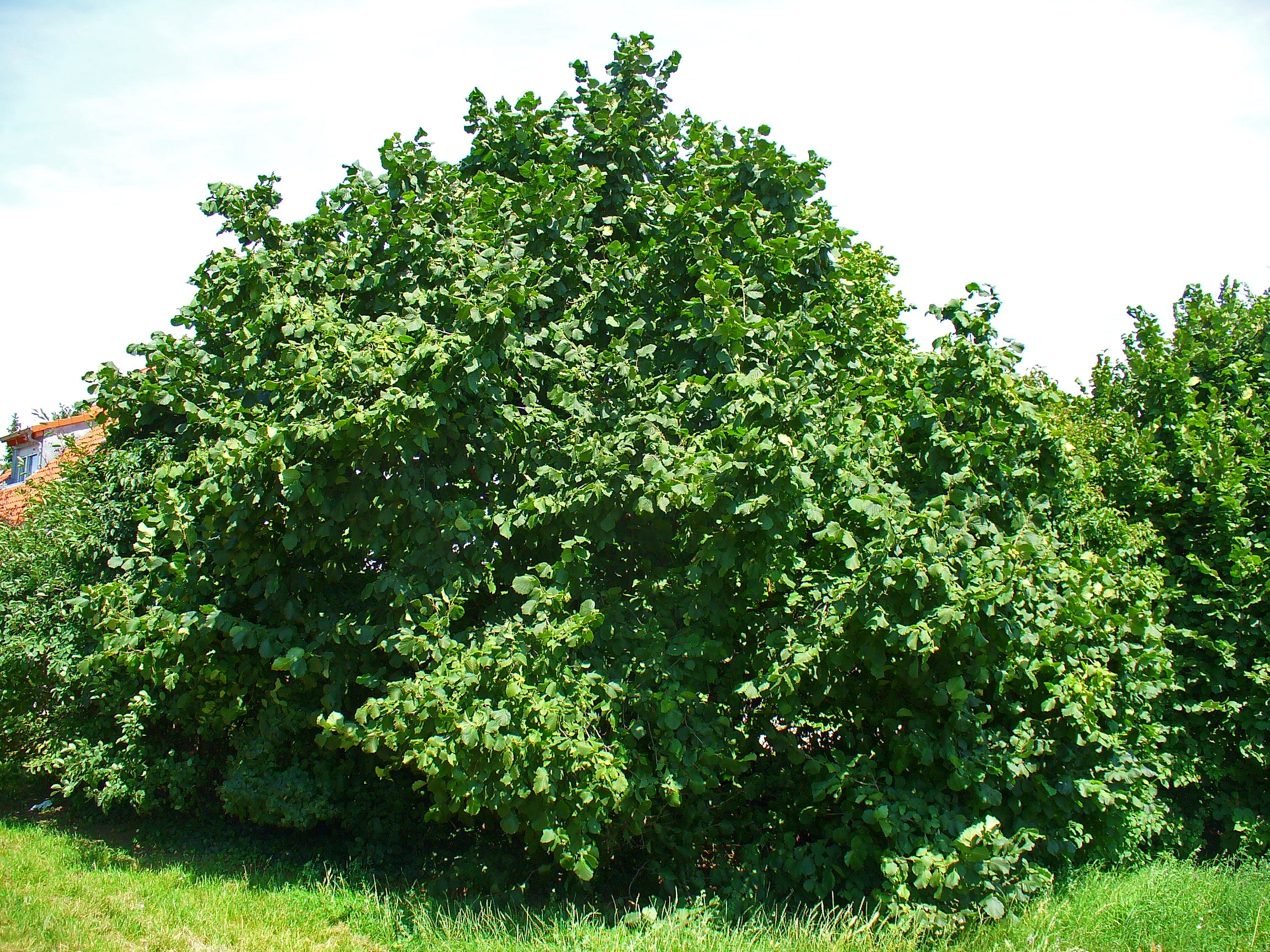
Líska obecná
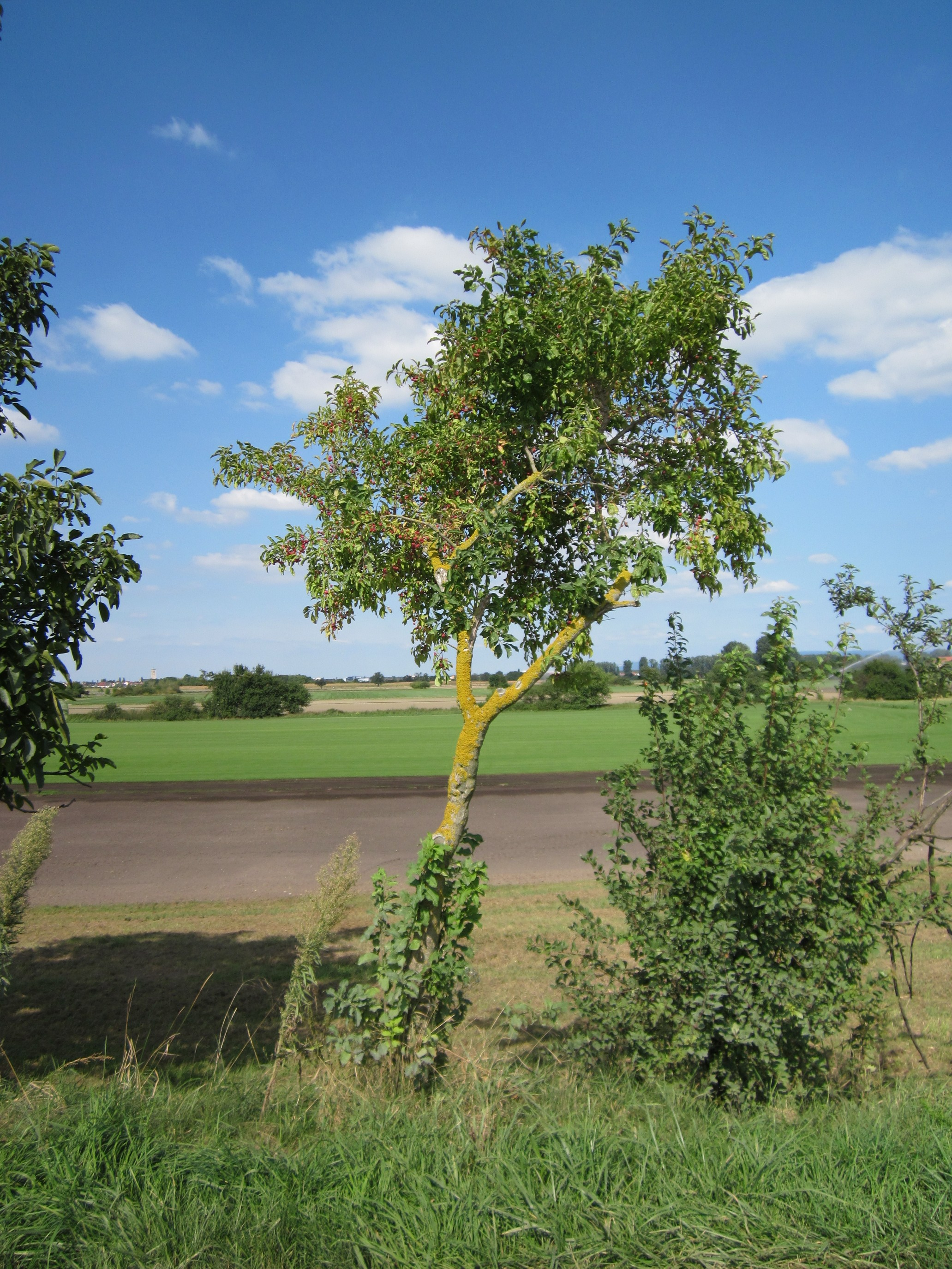
Brslen evropský
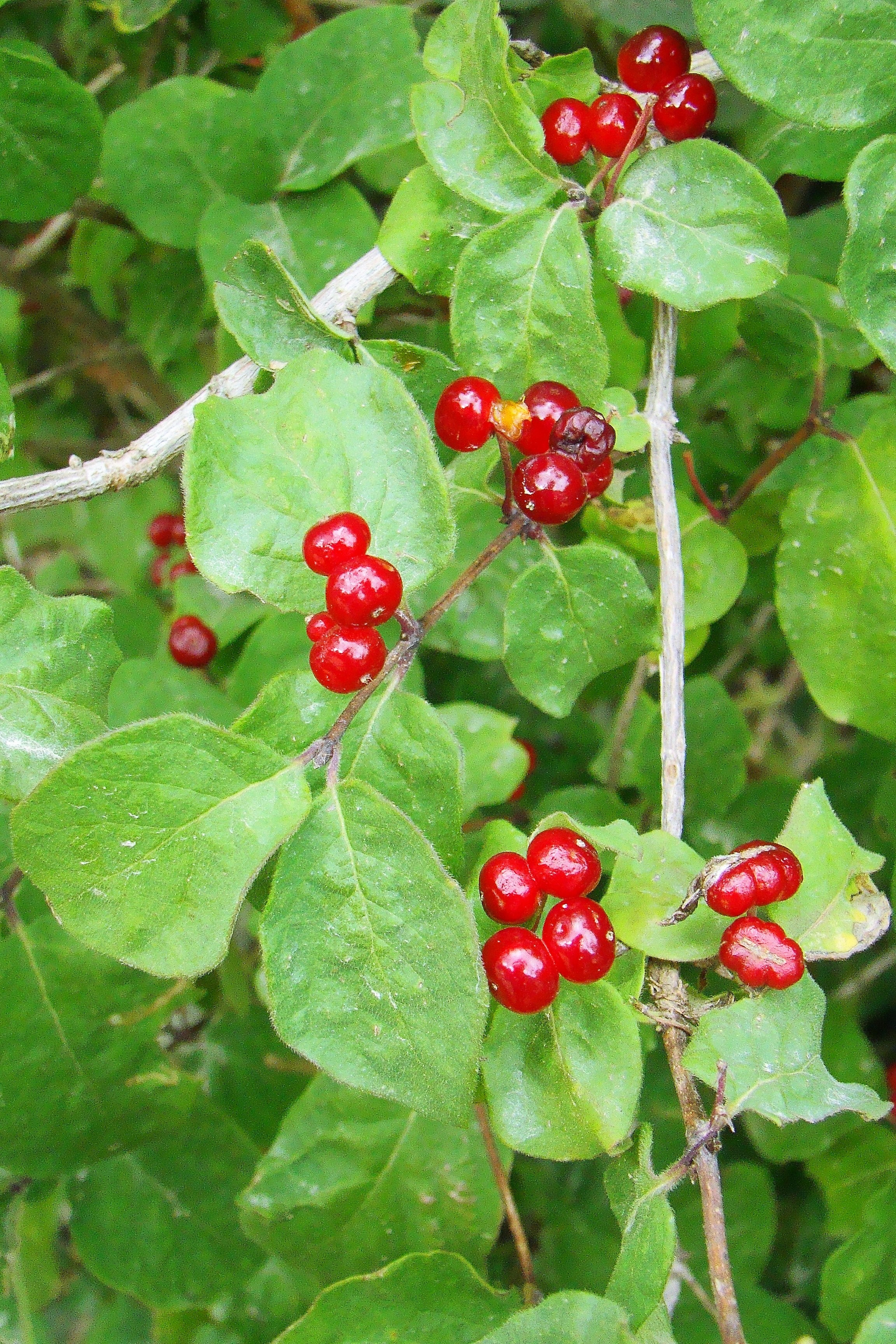
Zimolez obecný